# Kloster Oetenbach
Das Kloster Oetenbach oder Ötenbach war ein Kloster der Dominikanerinnen in der Stadt Zürich und gehörte zur Diözese Konstanz. Es wurde 1237 erstmals erwähnt, zog um 1285 vom Stadtrand Zürichs in die Stadtmitte und wurde 1525 aufgehoben. Nach der Reformation dienten die Gebäude verschiedenen Zwecken, insbesondere als Zucht- und Waisenhaus. Sie wurden 1902/1903 abgebrochen.

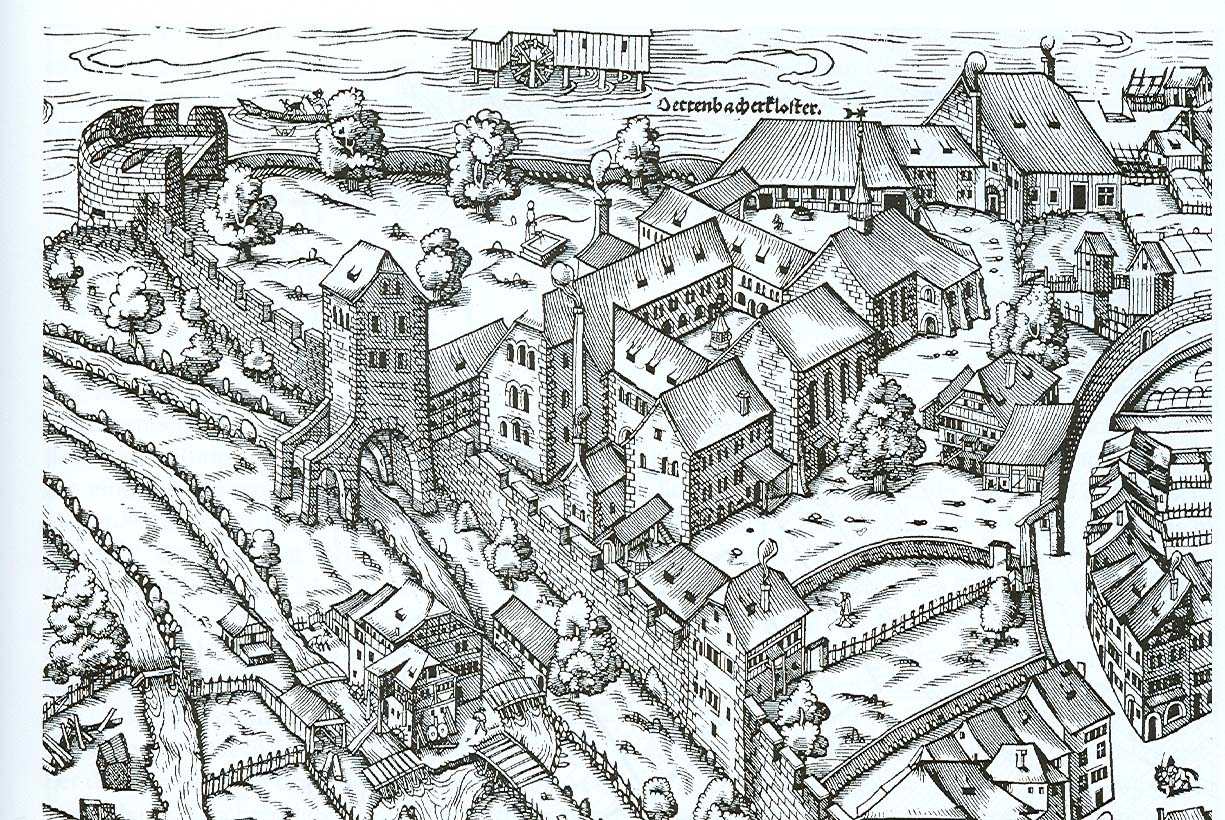
Kloster Oetenbach 1576 auf dem Murerplan

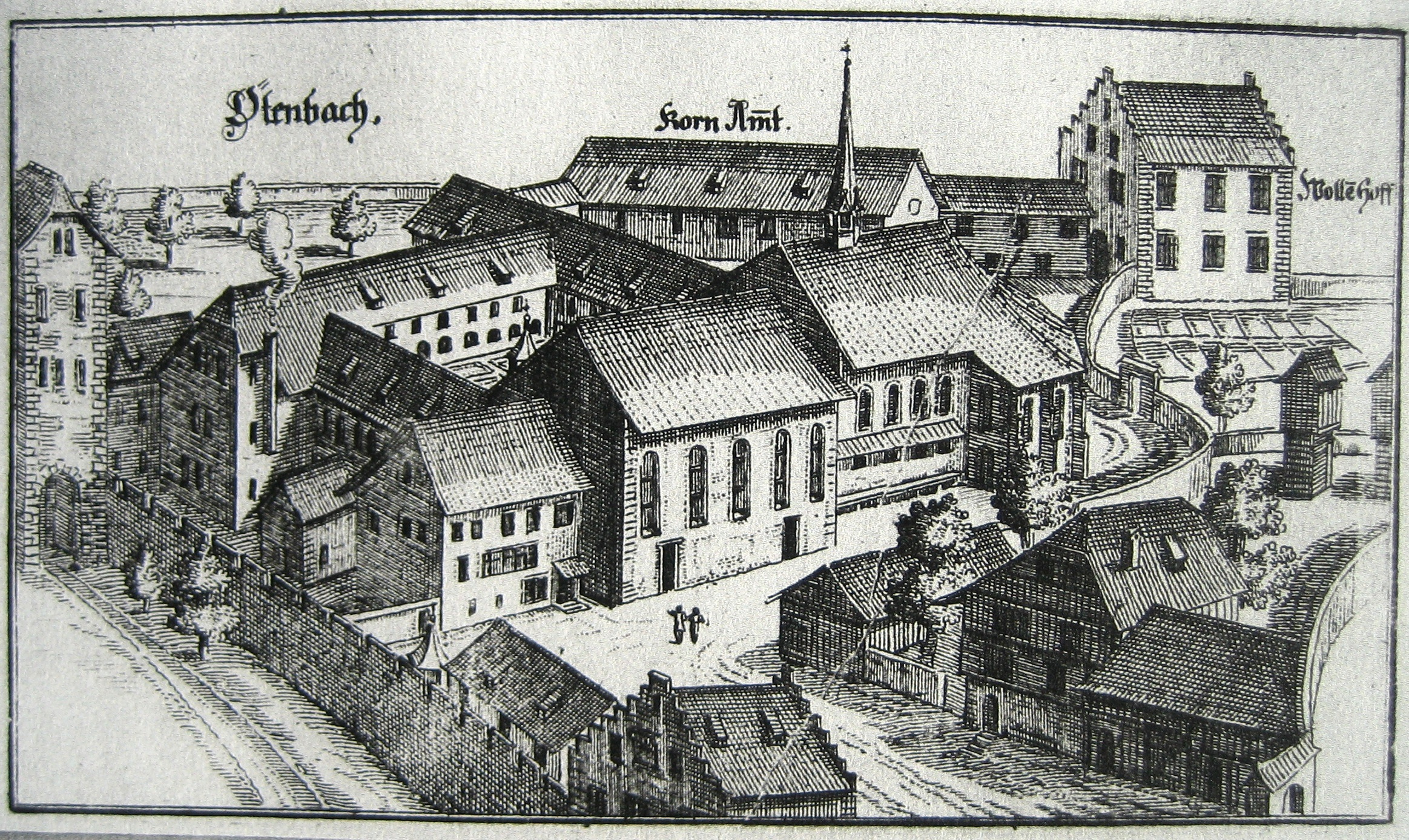
Oetenbach um 1705, Zeichnung von Johann Melchior Füssli

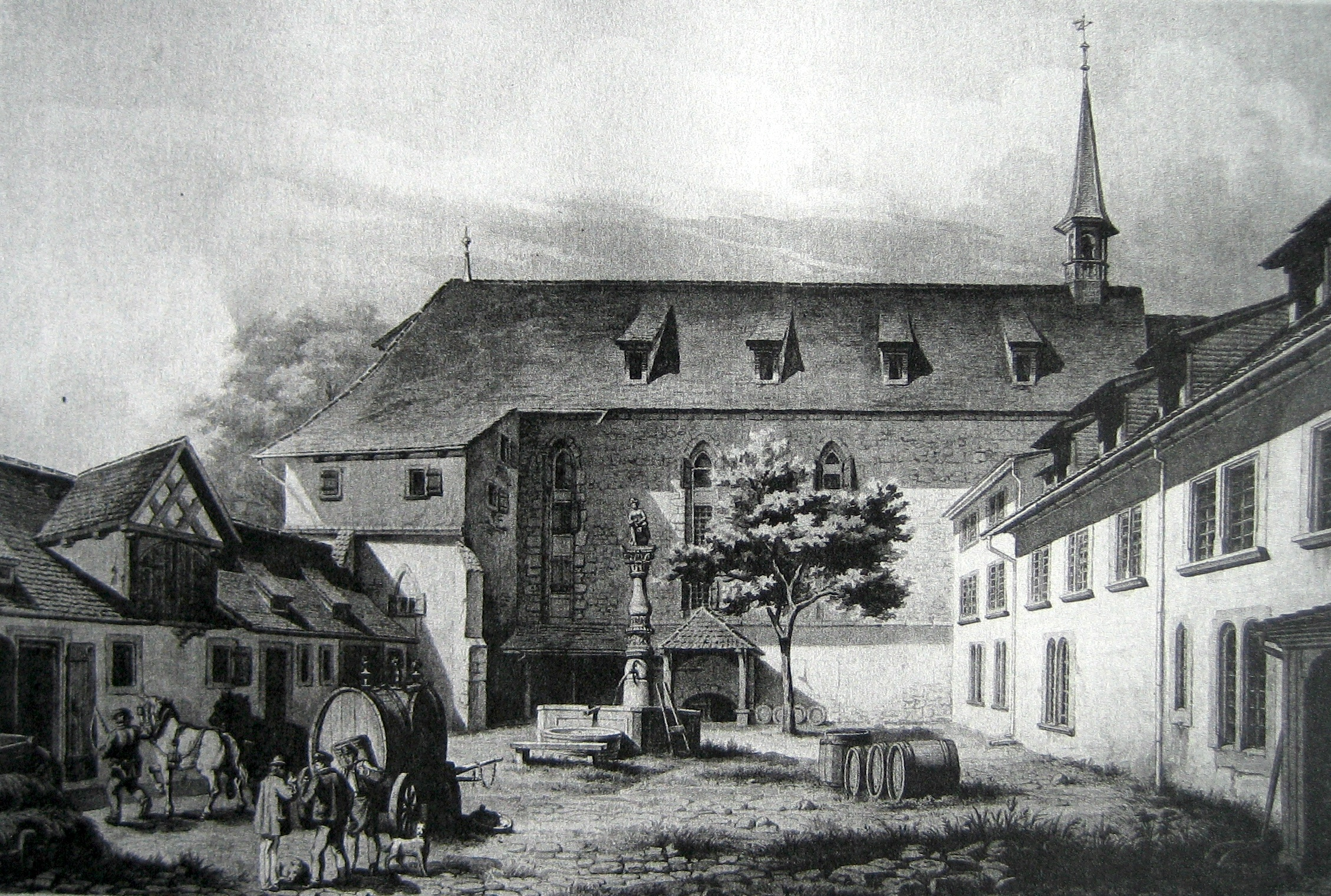
Kloster Oetenbach 1871, Zeichnung von Johann Conrad Werdmüller

## Dominikanerinnen in Zürich

### Gründungsjahre
Nach dem Oetenbacher Stiftungsbuch aus der ersten Hälfte des 14. Jahrhunderts geht das Kloster auf den Zusammenschluss zweier Schwesternhäuser im Jahr 1234 zurück; damit ist Oetenbach eine der ältesten Gründungen der Dominikanerinnen in deutschem Gebiet.
Die eine Gemeinschaft wurde von Gertraut Hilzingen gegründet, die was ze Zürich in der stat, nach pei der Prediger closter sesshaft (sie war in Zürich in der Stadt, nahe bei dem Kloster der Prediger ansässig). Sie hatte sich mit der Patriziertochter Mechthild von Woloshoven zusammengetan und lebte mit ihr in einem verlassenen Haus am Neumarkt; ihre Existenz beruhte auf Almosen. Im Oberdorf (Auf Dorf) hatte sich eine andere Gruppe niedergelassen, die sich ihren Lebensunterhalt durch Handarbeiten verdiente. Am Ufer der Sihl, einem oft überschwemmten Gebiet ausserhalb der Stadt, wurde ein Konventsgebäude errichtet, das aber von einem Hochwasser zerstört wurde. Als Ersatz konnte südlich der Stadt beim Zürichhorn, in der Gegend des heutigen Strandbades Tiefenbrunnen, ein Stück Land erworben werden.
1237 erhielt der Konvent ein päpstliches Schutzprivileg auf bestehenden und zukünftigen Besitz, 1239 wurden dem Kloster Begräbnisrecht, Recht auf Besitz und freie Wahl der Priorin zugesichert. 1245 wurde der Konvent dem Orden der Dominikanerinnen eingegliedert.

### Klosterbetrieb

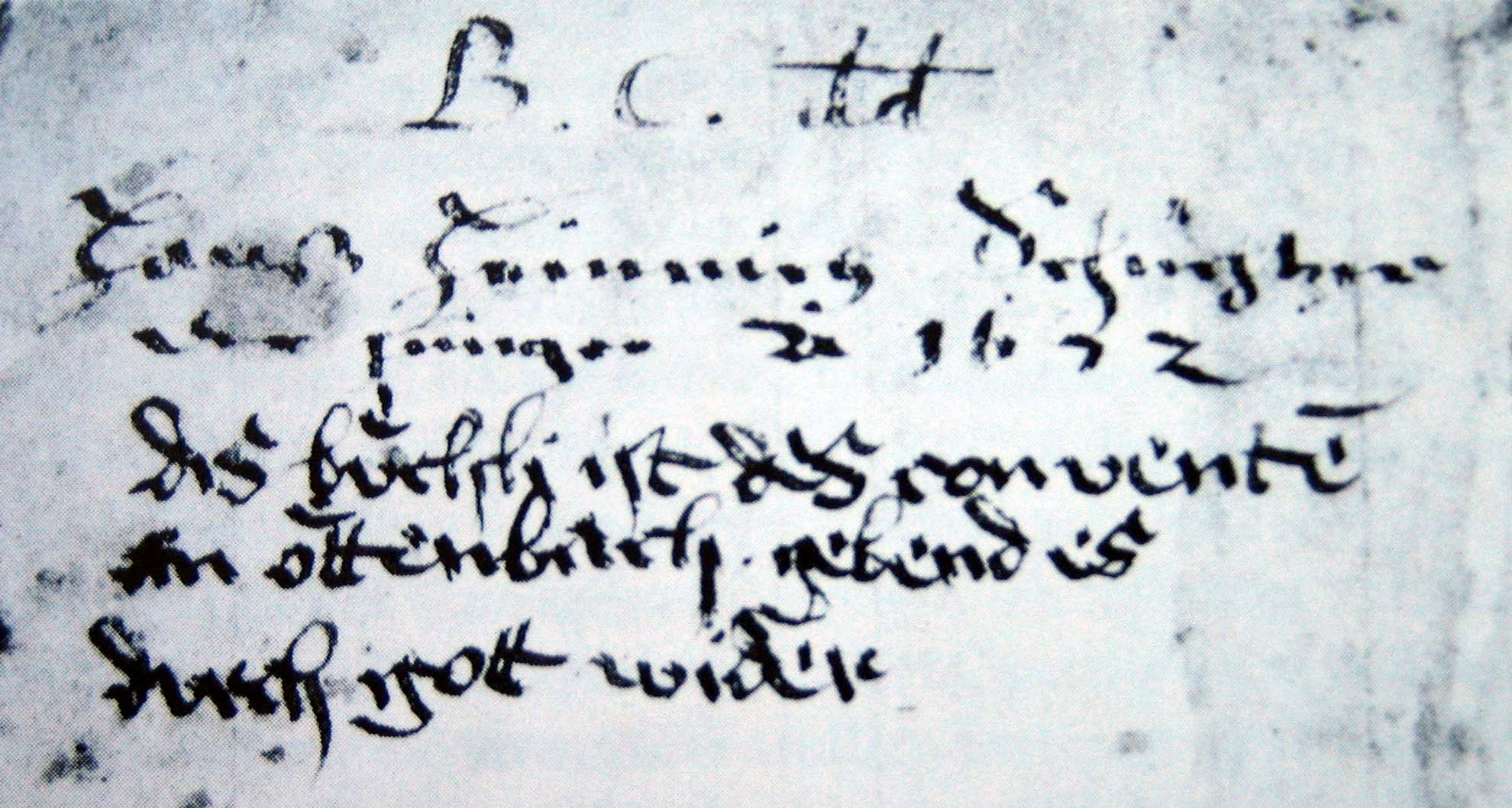
ExLibris aus dem «Büchlein der ewigen Weisheit» von Heinrich Seuse

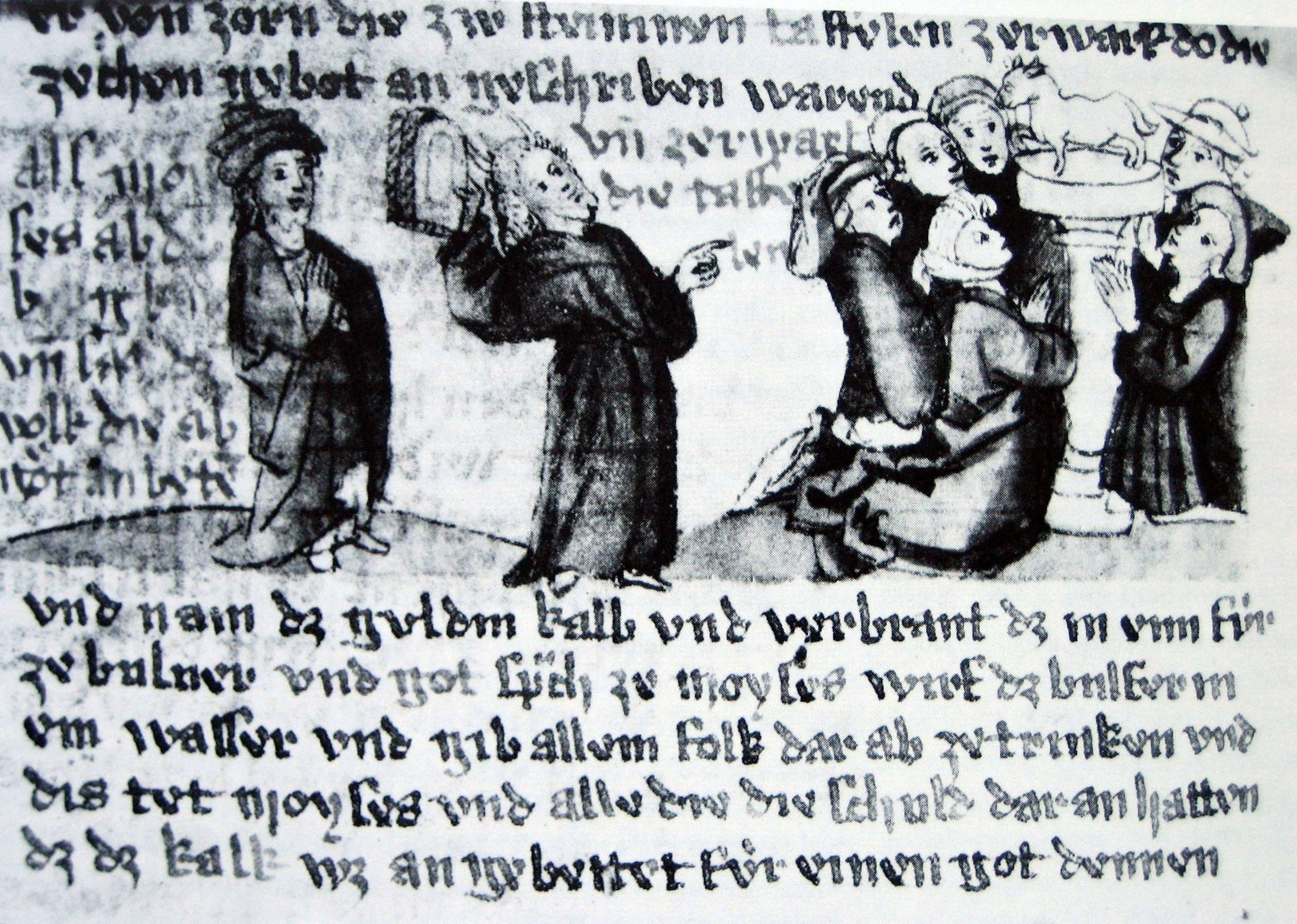
Pergamenthandschrift aus Oetenbach, um 1450

Ein wichtiges Anliegen der Schwestern im Oetenbach war die seelsorgerische Betreuung, die von den Mönchen im Predigerkloster wahrgenommen wurde. Die Nonnen lebten, wie der gesamte Dominikanerorden, nach der Augustinusregel.
Der erste Oetenbacher Klosterkaplan war der Leutpriester Walther, der auch die Reise nach Rom mitgemacht hatte, wo man um das päpstliche Schutzprivileg nachsuchte.
Zu Beginn des 14. Jahrhunderts verfügte Oetenbach über ein Skriptorium. Neben zwei Werken von Heinrich Seuse sind vor allem die Zeugnisse eigener literarischer Tätigkeit von Bedeutung. So ist eine in mehreren Fassungen redigierte Vita („Leben und Offenbarungen“) von Elsbeth von Oye überliefert, die mit Schilderungen blutiger Selbstkasteiung das Thema der Compassio behandelt, die Teilnahme am Leiden Christi in persönlicher Hingabe und Empathie. Einen Einblick in das Leben der Nonnen in den Klöstern Oetenbach und Töss gibt eine (stark generalisierende) Beschreibung von Walter Muschg:

«Die Tage erhielten durch die sieben kanonischen Tagzeiten, die Horen, einen unabänderlich gleichförmigen Verlauf. Sie bestanden aus gemeinsamen Gebeten mit Gesang und Lesungen im Kirchenchor. Die Zwischenzeiten waren durch häusliche Arbeiten im Werkhaus, vor allem durch Spinnen, ausgefüllt und nur eine andere Art von Gottesdienst. Die höher Geschulten verbrachten sie mit dem Abschreiben von Büchern und Noten für den Chorgesang. Während der Mahlzeiten, die wie die Stunden im Werkhaus schweigend verliefen und so karg waren, dass es Novizen zuweilen vor den Speisen ekelte, wurde von der Lesemeisterin vorgelesen. Schwere Fastengebote hoben von Zeit zu Zeit auch diese Erquickung fast völlig auf. Zu Tische sassen Laienschwestern und Kinder neben jungen und steinalten Nonnen. Unter den Frauen des Tösser Schwesternbuches sind solche, die mit drei, vier, sechs Jahren ins Kloster traten. Man erfährt dort auch, mit welchem Eifer im 13. Jahrhundert die grausamen Vorschriften noch überboten wurden. Tagsüber, heisst es, herrschte Totenstille, keine trieb Sonderwerk, alle sassen im Werkhaus so andächtig wie in der Messe. Eine Eigentümlichkeit der Predigerklöster war vor allem noch die Matutin, der nächtliche Chor vor dem Morgengrauen, dessen pünktliche Innehaltung den Begeisterten Herzenssache war. Manche von ihnen sieht man die Stunden bis zur Prim, der nächsten Hore, im dunklen Chor der Klosterkirche durchwachen. Dies ist die Zeit ihrer geheimsten Erlebnisse, der ekstatischen Übungen, Versuchungen und Visionen.»

In dieser Atmosphäre grosser Entbehrungen entfaltete sich zugleich ein intensives religiöses Streben im Sinne „mystischer“ Spiritualität; durch lange andauerndes Sich-Versenken in die Glaubenswelt sowie durch Askese und körperliche Kasteiungen wurde eine Vereinigung mit Christus im Sinne der Unio mystica gesucht. Das Kloster Töss zählte im 14. Jahrhundert zu den Hochburgen der Frauenmystik, und die Nonnen von Oetenbach und Töss gelten als Meisterinnen dieser Übungen, mit denen die Seele offen und bereit für die Begegnung mit dem Göttlichen werden sollte. Über die theologische Bildung und geistige Zielsetzung der Nonnen ebenso wie über Diskurse mit Meister Eckhart gibt das Oetenbacher Schwesternbuch Auskunft.
Daneben wurde auf die Pflege liturgischer Musik Wert gelegt. Neben allgemeinem Chorgesang wurde in einer «Meisterschaft», einem kleinen Chor von acht Sängerinnen, besonders anspruchsvolle Werke gesungen.

### Mitglieder
Seit der zweiten Hälfte des 13. Jahrhunderts, vielleicht seit dem Eintritt Sophies von Werdenberg 1278, stammen die Schwestern aus Adelsgeschlechtern der Ostschweiz und den Geschlechtern der Constaffel, was sich in Stiftungen und Schenkungen äusserte. Die beträchtliche Anziehungskraft des Klosters führt zu einer wachsenden Zahl von Schwestern, und Oetenbach wurde wie das Kloster Töss bei Winterthur zu einem exklusiven Frauenkloster, was zu Bemühungen führte, die Mitgliederzahl zu beschränken. Bis 1310 sollte gemäss einer Verfügung des obersten Leiters des Dominikanerordens Egeno von Staufen die Mitgliederzahl auf 60 gesenkt werden, aber noch 1330 war dieses Ziel nicht erreicht, obwohl mittlerweile auch Lesen und Lateinkenntnisse zu den Aufnahmekriterien gehörten.

### Rückgang
Bis zum Ende des 13. Jahrhunderts wurden auch Frauen ohne Stand und Vermögen aufgenommen, später wurde das Kloster Oetenbach zu einem Versorgungsort für adelige oder reiche Töchter. Durch hohe Eintrittsgebühren wurde bis 1360 die Mitgliederzahl gesenkt, wodurch jedoch kaum in erster Linie Bewerberinnen aufgenommen wurden, die durch besondere Frömmigkeit auffielen.
Dazu kam bei Oetenbach wie bei anderen Klöstern ein allgemeiner Sittenzerfall; die Klausurregeln wurden nur noch beschränkt beachtet und die Frömmigkeit verlor sich. So war Oetenbach zum Ende des Mittelalters für die religiöse Entwicklung der Stadt nur noch von geringer Bedeutung.

## Das Kloster am Oetenbach am Zürichhorn

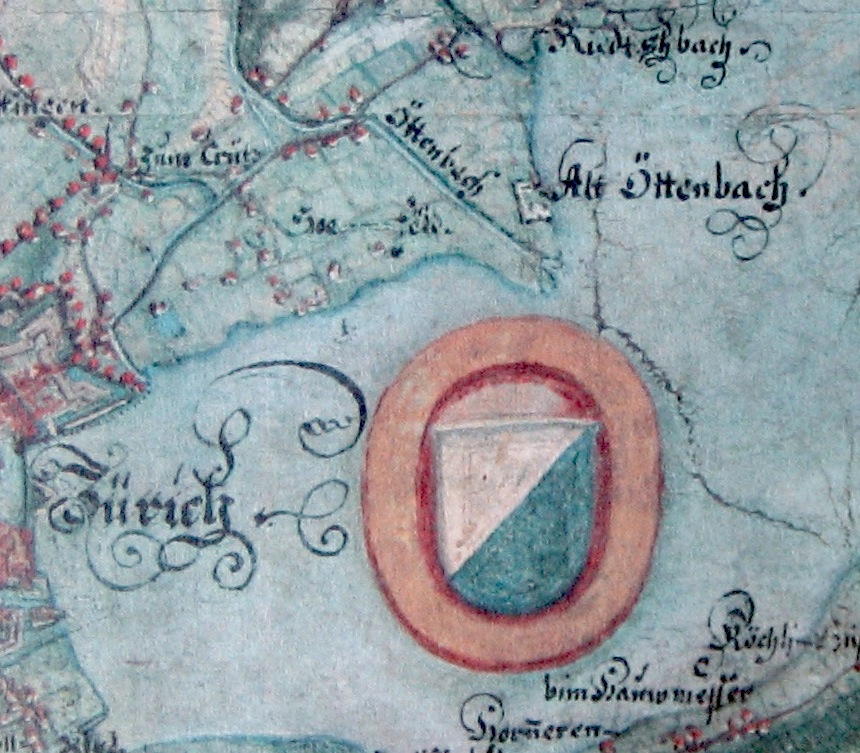
Das erste Kloster Oetenbach am Zürichhorn. Aus dem Gygerplan von 1667

Das Kloster am Zürichhorn am Oetenbach, dem heutigen Hornbach – der ab 1237 als Otinbach bezeugte Name wird von der Namenforschung als «Bach des Oto» erklärt –, wurde am 13. August 1237 anlässlich eines Ablasses von Papst Gregor IX. erstmals erwähnt und erhielt das bereits erwähnte Schutzprivileg. Damit entging die neue Gemeinschaft der Gefahr, als ketzerisches Unternehmen von der Kirche verfolgt zu werden. Der Papst rief die Gläubigen dazu auf, die Nonnen von Oetenbach zu unterstützen. Die Anerkennung setzte voraus, dass sich zwei Schwestern zu Fuss auf den beschwerlichen Weg nach Rom machten. Die päpstliche Bulle von 1239 bildete die kirchliche Grundlage für die spätere Entwicklung des Klosters. 1261 bestätigt der Ritter Burkhard Brühunt, ein Gefolgsmann der Rapperswiler, dass er den Bauplatz am Oetenbach den Frauen verkauft habe. Im Stiftungsbuch wird die Niederlassung der 64 Schwestern als hülzen closter beschrieben.
Die positive Entwicklung des kleinen Klosters erlaubte es 1247, der Grossmünsterpropstei (Chorherrenstift) in der Nachbarschaft Land abzukaufen und das bestehende Gebäude gegen den See hin offenbar beträchtlich auszubauen, so dass in der Stadt befürchtet wurde, die von Oetenbach wellent de se verswellen (den See stauen). Umfang und Art der Erweiterungsarbeiten am jetzt gemauerten Kloster sind jedoch nicht bekannt. Wegen mangelnder Erfahrung bauten die Schwestern jedoch auf sumpfigen Boden zu nah am Wasser, so dass die Nonnen sahent, dass ir closter also fast an dem Wasser stuond, do wurden si als herzlichen betrüebt, dass si pitterlich weinten.
1251 erhielt das Kloster von verschiedenen Seiten beträchtliche Unterstützung: Gegenkönig Wilhelm von Holland versprach ihm bevorzugte Behandlung bei Güterübertragungen, ein päpstliches Privileg schützt es vor Zehntenforderungen des Grossmünsters und der Bischof von Konstanz sicherte ihm Beiträge an bauliche Erneuerungen zu. Zu den Gönnern gehörten auch Graf Rudolf IV. von Rapperswil und seine Gattin Mechthild von Neifen. Das Haus Rapperswil blieb lange mit Oetenbach verbunden: Auch die Gräfin von Homberg-Rapperswil förderte das Kloster; ihre Tochter Cäcilie vom Homberg wurde zu Beginn des 14. Jahrhunderts eine bedeutende Priorin.
Wachsender Grundbesitz aufgrund von Zuwendungen und Erwerbungen ermöglichten der Gemeinschaft bescheidene Einkünfte und eine gesicherte Existenz. 1261 werden ein Friedhof, Gärten, Wiesen, Officinas und eine Curia erwähnt. Die Gebäude am Zürichhorn sind weder in Bilddokumenten noch archäologisch nachgewiesen. Ein Hinweis auf das ehemalige Kloster findet sich noch als Flurname in Karten.

## Das Kloster am Sihlbühl in der Stadt

### Gründe für den Umzug
Welche Gründe zur Aufgabe des Klosters am Zürichhorn und zum Umzug in die Stadt führten, ist nicht bekannt. Denkbar ist die angestiegene Anzahl der Klosterfrauen, bauliche Mängel, die Begrenzung der Seelsorge für Frauen innerhalb der Stadt durch die Mönche der Prediger, der Wunsch nach einer grösseren Sicherheit innerhalb der Stadtmauern und gesteigerte Ansprüche. Jedenfalls scheint der Umzug gemäss Stiftungsbuch die Frauen entzweit zu haben.

### Lage

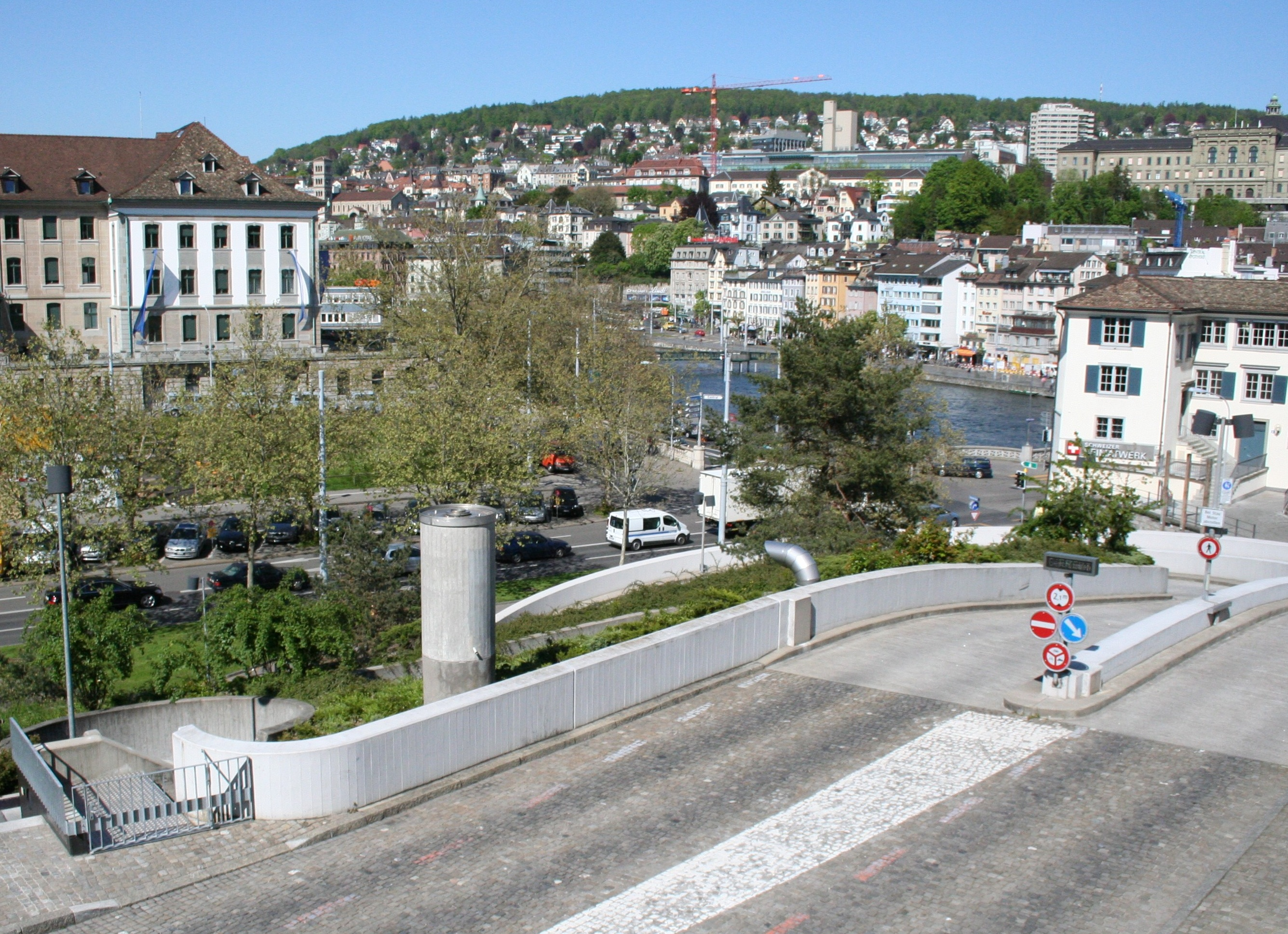
Heutige Situation

Das neue Kloster sollte auf den Sihlbühl gebaut werden, den nördlichen Ausläufer des Lindenhofhügels. Gemäss der Überlieferung sollen dort die Stadtheiligen Felix und Regula einen Teil ihres Martyriums erlitten haben. Das dreieckige Areal wurde im Osten durch die Limmat begrenzt, im Westen durch einen Arm der Sihl und im Süden durch den Lindenhof. Vergleich zu heute: An der Stelle der Klosterkirche steht jetzt das Parkhaus Urania, quer durch das Gebiet, auf dem das Klostergebäude lag, verläuft etwas tiefer die Uraniastrasse und an der Stelle des kleinen Parkplatzes nördlich davon lag der nördliche Teil des Klosters. Den Boden kauften die Schwestern der Fraumünsterabtei und den Kaufleuten Rüdiger Manesse und Götz Mülner ab. „Und do das closter gepauen ward, dass sie darinnen möchten beleiben, do bereitete si sich und sandten ire pücher und anderes das sie hetten auf die neue hofstatt.“ Auch die Gebeine der bisher verstorbenen Schwestern wurden ausgegraben und mitgeführt.

### Bau
Der Umzug der 120 Frauen in das neue Kloster erfolgte zwischen 1280 und 1285. Noch vor dem Umzug wurden auf dem neuen Areal eine Liebfrauenkapelle und ein klein hulzen closter (ein kleines, hölzernes Klostergebäude) errichtet. Diese erste Anlage wurde nach und nach mit Hilfe von erberer leuten (ehrbaren Leuten) erweitert und ausgebaut; der Ablauf der Arbeiten ist urkundlich nicht festgehalten. Das Fehlen von Kaufverträgen zwischen 1283 und 1285 und eine 1284 nachgewiesene Verschuldung des Klosters weisen auf entsprechend hohe Kosten hin.
Am 28. März 1285 weihte in Vertretung des Fürstbischofs von Konstanz Rudolf der Weihbischof Johannes von Litauen in der neuen Kirche drei Altäre und sprach verschiedene Ablässe aus. Im November desselben Jahres wurde im neuen Kloster apud Oetenbach infra muros Thuregi (sinngemäss: bei Oetenbach innerhalb der Mauern von Zürich) erstmals eine Urkunde ausgestellt. 1314 ist die Oetenbachgasse erstmals erwähnt: die gassen, da man von dem Renneweg hinuf gat gen Ötenbach. Mit der Weihe des Hochaltars im Chor in der Amtszeit des Konstanzer Fürstbischofs Gerhard von Bevar und des mittleren Altars in der Laienkirche 1317 war der Kirchenneubau abgeschlossen, Priorin war Cäcilia von Homberg. 
Während des Baus wurde das Gelände in die Stadtbefestigung eingebunden. 1292 erhielten die Schwestern von der Stadt die Auflage, die Mauern nach ihren Vorgaben zwei Klafter ob dem herde und daruffe zinnen (über dem Erdboden, rund 4 m, und darauf eine begehbare Zinne) auf eigene Kosten zu erstellen sowie einen Durchgang zwischen Stadt- und Klostermauer offen zu lassen. Im gleichen Jahr erhielt das Kloster aus dem königlichen Besitz von König Adolf von Nassau Hofstätten und Gärten hinter dem Lindenhof. 1318 kam eine Mühle an der Sihl dazu. Das Hauptportal im Südwesten wird 1394 erwähnt, ein weiteres Portal lag neben dem späteren Wollenhof, dem heutigen Schweizer Heimatwerk.

### Das Kloster im 14. und 15. Jahrhundert
Das Kloster Oetenbach besass in der ersten Hälfte des 14. Jahrhunderts ein gut funktionierendes Skriptorium (Schreibwerkstatt), wo Frauen Schreib- und Illuminierarbeiten gegen Bezahlung ausführten. Die wenigen nachweislich dort entstandenen Handschriften haben Vermutungen genährt, dass auch die Herstellung einer der bedeutendsten deutschsprachigen Handschriften des Mittelalters, die „Manessische oder Grosse Heidelberger Liederhandschrift“ (Codex Manesse) in Oetenbach erfolgt sei.
Als Institut für Töchter aus dem Stadtadel wurde das Kloster Oetenbach zunehmend auch für die Interessen der Stadt von Belang, war jedoch von der Steuerpflicht ausgenommen. Über die seit 1348 nachgewiesene Pflegerschaft (der prominenteste Pfleger war Bürgermeister Hans Waldmann) konnte die Stadt in wirtschaftlicher Hinsicht Einfluss nehmen. Ende des 15. Jahrhunderts griff sie auch in innere Angelegenheiten ein und verhinderte einen Anschluss des Klosters an die dominikanische Bewegung der Observanten.
Um 1400 wurde das Dormitorium zugunsten einzelner Zellen aufgehoben. Diese waren je nach den finanziellen Möglichkeiten der Nonnen ausgestattet. Dank der Finanzkraft der adligen Familien konnten für Baumassnahmen und Ausstattung von Kloster und Kirche beträchtliche Summen ausgegeben werden. Städtischen Steuerverzeichnissen zufolge bestand der Konvent 1454 bis 1470 aus rund vierzig Schwestern. Damit war Oetenbach das zahlenmässig grösste Frauenkloster der Stadt.

## Reformation und Ende des Klosterbetriebs
Offenbar bemühten sich die Reformatoren sehr um Oetenbach. 1522 verursachte eine von Ulrich Zwingli im Auftrag der Obrigkeit gehaltene Predigt Von Klarheit und Gewissheit des Wortes Gottes («Ihr müsst theodidacti sein») einen heftigen Konflikt, in welchem der Rat und der Bischof von Konstanz vermittelten. Nach einer Predigt von Leo Jud, Leutpriester von St. Peter, im Januar 1523 kam es erneut zu Tumulten, und im Mai traten die ersten Schwestern aus dem Konvent aus. Gemäss einem Ratsbeschluss vom 17. Juni 1523 erhielt eine Nonne einen Betrag von 150 Pfund, eine Laienschwester 100 Pfund. Die letzte Priorin, Schwester Küngolt von Landenberg, verliess das Kloster im Herbst 1524. Mit einem Beschluss des Rates vom 1. Februar 1525 fand der Klosterbetrieb im Oetenbach ein Ende. Eine der letzten im Kloster lebenden Nonnen war Anna Adlischwyler, die Tochter von Hans Waldmanns Leibkoch. Sie war im Alter von 19 Jahren ins Kloster eingetreten und heiratete 1529 den Reformator Heinrich Bullinger. Eva Straessler, das letzte noch in Oetenbach lebende Konventsmitglied, verstarb im Frühling 1566; Margarethe Schneeberger, die letzte in Zürich lebende Klosterfrau, verstarb am 13. März 1567.

## Nach der Reformation

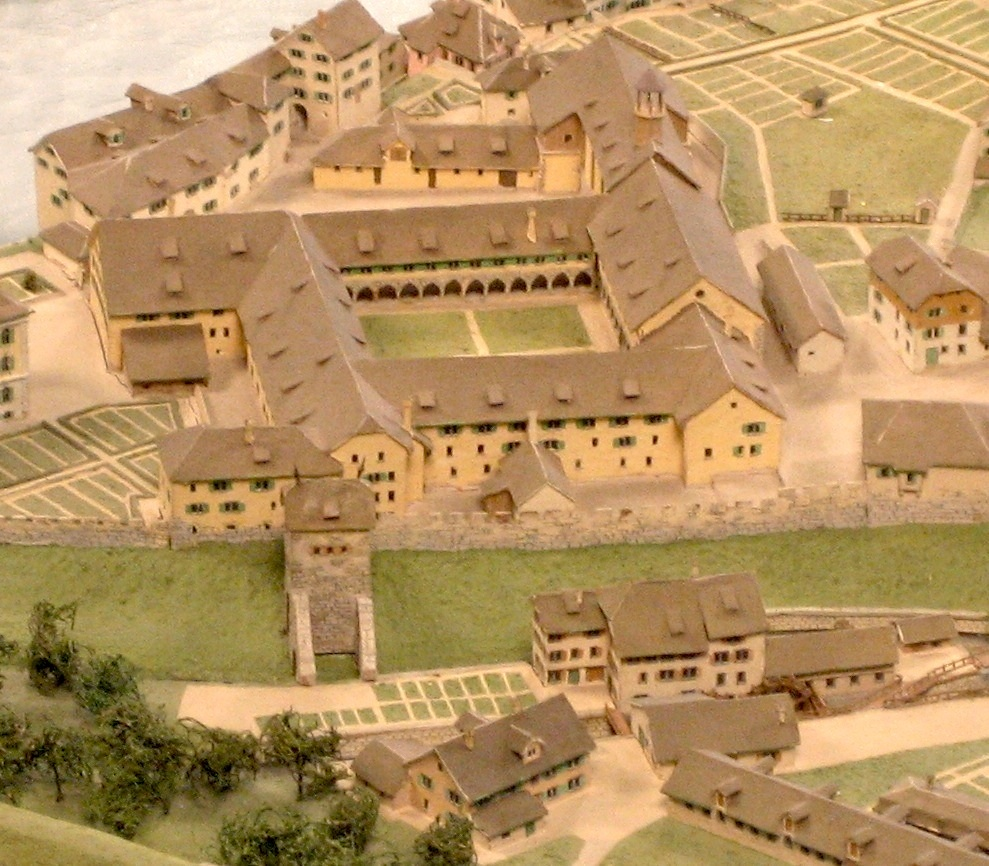
Oetenbach 1792 auf dem Stadtmodell von Hans F. Langmack

### Umnutzung der Bauten
Mit Beschluss vom 23. März 1541 wurde der städtische Baumeister vom Rat dazu ermächtigt, die Kirche nach eigenem Gutdünken zu nutzen. Der Raum wurde als Ziegellager genutzt, vermutlich 1546 wurden Kornböden in den Chor eingezogen. Ab 1554 diente auch die Laienkirche als Kornlager, deren Fenster wurden 1556 vergittert. Der Kornmeister bezog die ehemaligen Wohnräume der Priorin als Amtswohnung; verschiedene Gebäudeteile dienten als Magazine.
In der nördlichen Kapelle wurde ab 1577 Salpeter gelagert, nach 1600 auch in der südlichen Liebfrauenkapelle. 1769 wurde die Nordkapelle zu einer Dörranlage für Getreide umgebaut; zu diesem Zweck wurden die Gewölbe entfernt und das Gebäude um ein Stockwerk erhöht. Beide Kapellen und der Ostteil des Chors mussten von 1868 bis 1874 dem Bau der neuen Umfassungsmauer der Strafanstalt weichen. Zunächst diente die Konventsstube im Nordflügel als Predigtraum für die Insassen des Zuchthauses. Ab 1653 wurde der Ostteil des Langhauses zur Kirche umgebaut und 1655 wurde die erste Sonntagspredigt gehalten. Die Gottesdienste standen allen offen. Prominentester Geistlicher in der Waisenhauskirche war wohl Johann Caspar Lavater, der 1769–1778 hier wirkte.
Nach einer Renovation 1735 wurde 1776 die Südfassade in einfachen Barockformen neu gebaut. Eine zusätzliche Decke wurde eingezogen und ein zweites Geschoss eingerichtet. 1799–1802 diente die Kirche mit anderen Gebäuden als Militärlazarett, ab 1803 wieder dem Gottesdienst. 1868 wurden die Gottesdienste eingestellt und 1878 die Kirche zu einem Arbeitsraum für die Gefangenen und zur Nutzung als Magazin umgebaut. Der westliche Teil der ehemaligen Laienkirche wurde zur Direktorenwohnung.

### Funktion als Ökonomiegebäude

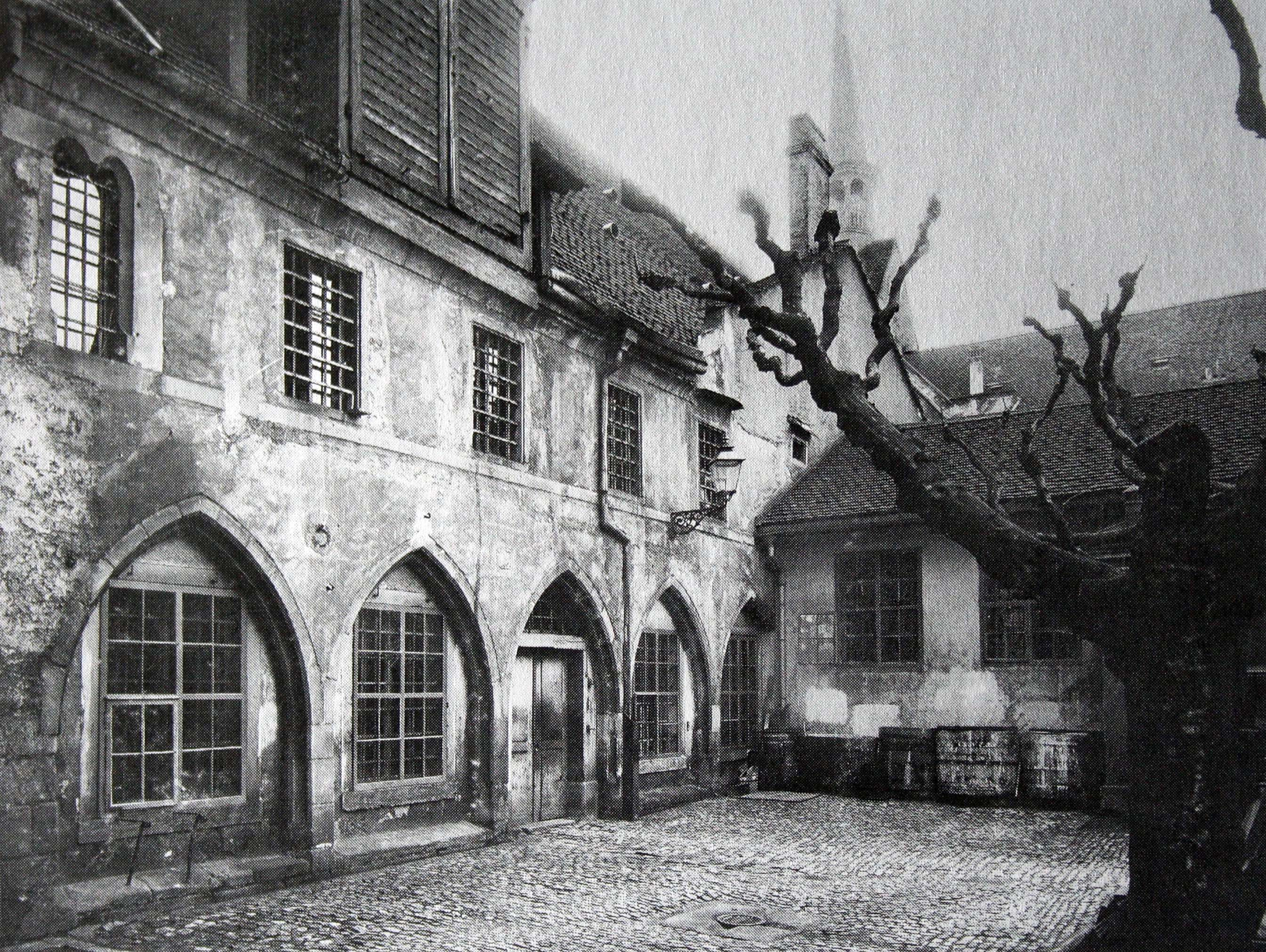
Ostflügel des Kreuzgangs 1900

Nach der Reformation wurde das Kloster von der Stadt übernommen, die die Klostergebäude für ihre Ämter nutzte. Zur Verwaltung der Einkünfte des ehemaligen Klosters wurde im Gebäude des ehemaligen Klosteramtshauses das «Oetenbacheramt» geschaffen, das später «Vorderamt» genannt wurde. Es enthielt die ehemalige Trotte und war auch für die Pflege der Blatterkranken zuständig. 1601 wurde das Haus aufwendig umgebaut und mit Treppengiebeln ausgestattet. Beim Umbau zur Polizeikaserne 1872 kamen im Erdgeschoss Reste von Wandmalereien zum Vorschein.
Das «Hintere Amt» oder «Kornamt» belegte den Ostflügel des Kreuzganges, den Chor und einen Teil des Langhauses. Im ehemaligen Knechte- oder Karrerhaus waren das städtische Bauamt und die Fuhrhalterei mit Wagen, Kutschen, Sänften und Pferden untergebracht. 1868 wurde das Gebäude für den Bau des «Weiberhauses» der neuen Strafanstalt abgetragen.

### Funktion als Zucht- und Waisenhaus

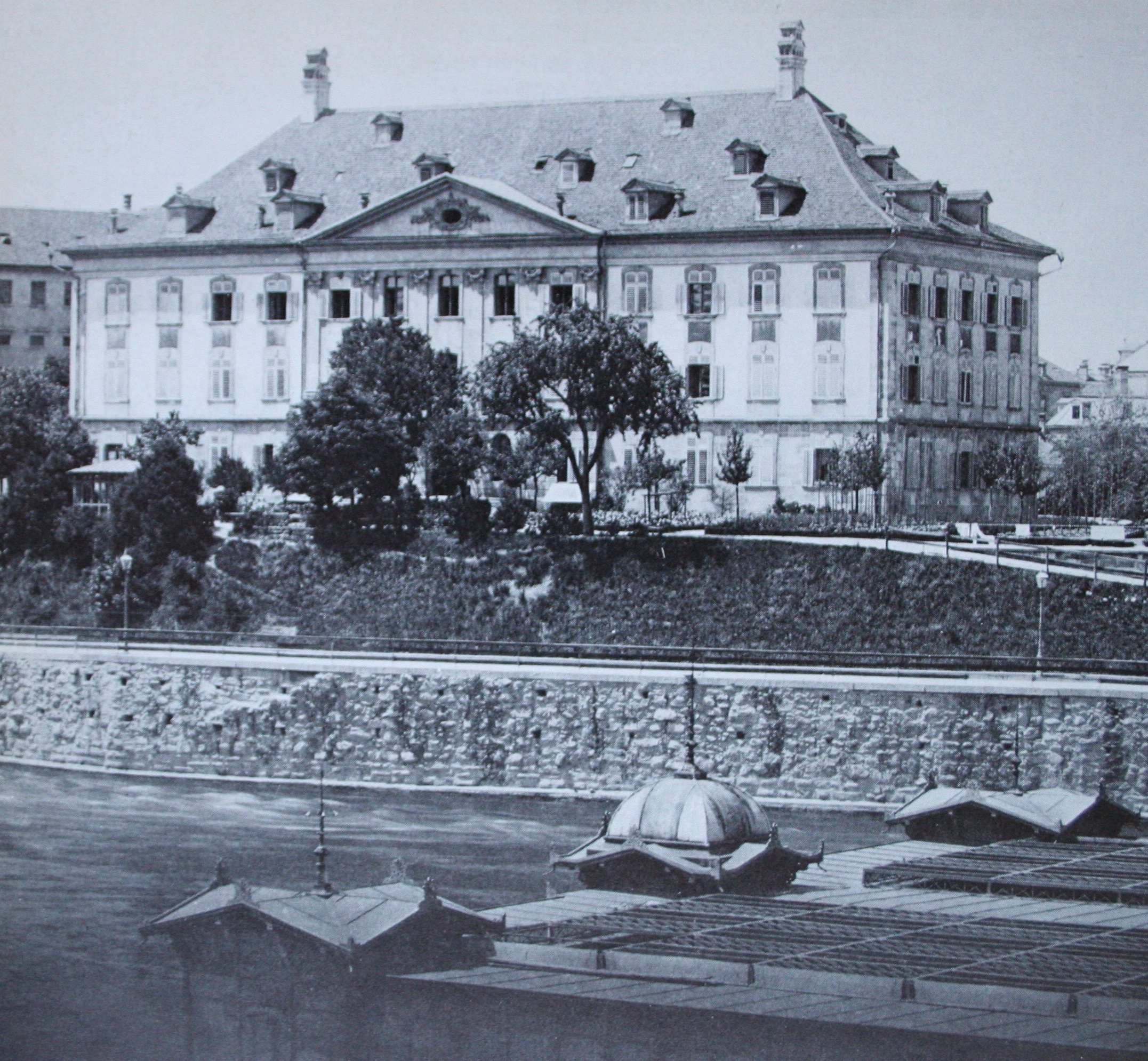
Das Waisenhaus 1901

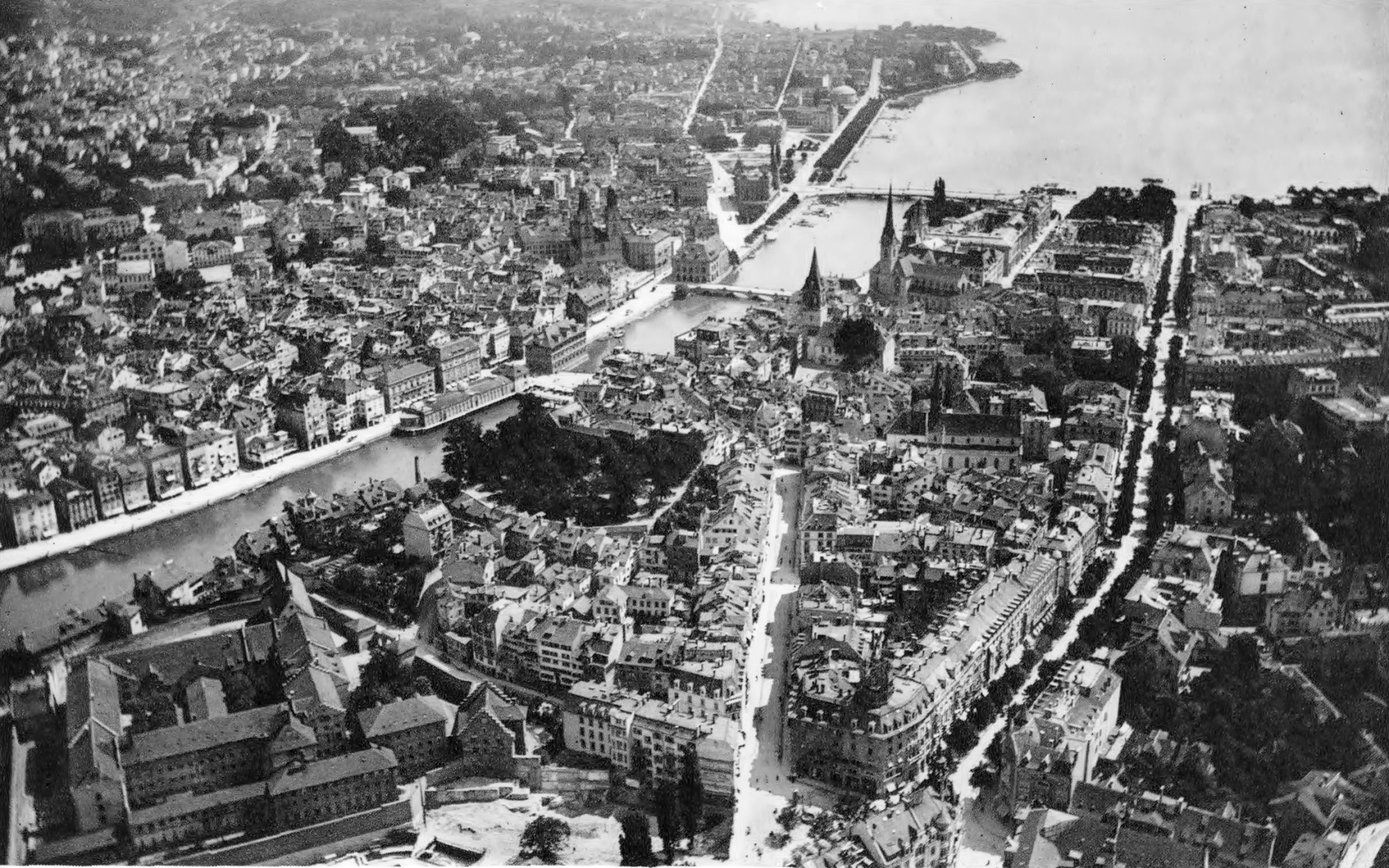
Die Klosteranlage auf einem Luftbild von Eduard Spelterini ca. 1896/98

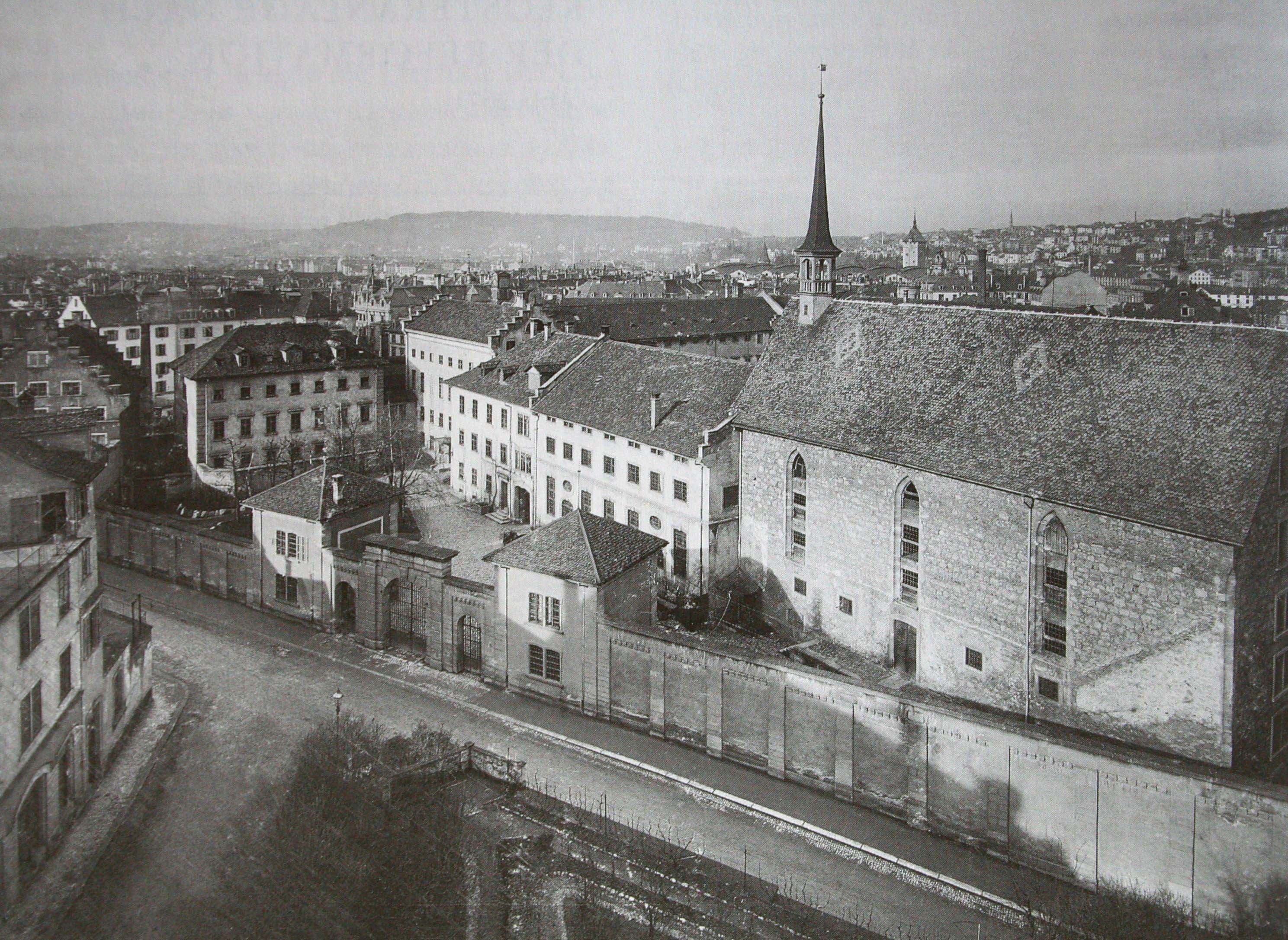
Die Strafanstalt 1900, Ansicht von Süden

1637–1639 wurde in Räumen des Erdgeschosses im Nordflügel ein Waisenhaus, im Westflügel ein Zuchthaus eingerichtet. Grössere Umbauten waren nicht nötig, nur ein frei stehendes Waschhaus wurde gebaut. Schon 1637 bezogen 140 Waisen- und Flüchtlingskinder die Räumlichkeiten in den ehemaligen Schlafräumen der Klosterfrauen. 1699 zogen sie in den oberen Stock, der bisher als Kornschütte gedient hatte. Zusätzlich wurde in einem von den übrigen Gebäuden abgetrennten Bau ein Schellenwerk eingerichtet, eine Inhaftierungsform für Diebe, Sittlichkeitsverbrecher und Ehebrecher, das unnütze und lasterhafte Volk. Die Gefangenen wurden zur Arbeit angehalten und trugen bei Verrichtungen ausserhalb der Gefängnismauern an einem Gestell eine Schelle, welche die Flucht erschweren sollte. Diese räumliche Trennung der drei Einrichtungen galt als fortschrittlich und vorbildhaft für den Bau anderer vergleichbarer Gebäude.
1771 zogen die Waisen in das neu gebaute Waisenhaus im Garten nördlich des Klosters, längs der Limmat. Nord- und Westflügel wurden umfassend zum «Zucht- und Arbeitshaus» umgebaut, das alte Schellenwerk verschwand. Eine Mauer trennte das Zuchthaus vom neuen Waisenhaus. 1789–1803 dienten auch diese Gebäude als Militärlazarett. Das ehemalige Waisenhaus dient heute als Amtshaus I; die Waisenhausstrasse erinnert heute noch daran.
1830–1834 wurden die Gebäude im Rahmen der Veränderungen im Strafvollzug durch Architekt Hans Conrad Stadler zur kantonalen Strafanstalt umgebaut. Nord- und Westflügel wurden auf vier bzw. drei Geschosse erhöht, vom alten Kreuzgang blieb nur der Ostflügel intakt. Ein eingeschossiges Gebäude mit Arbeitssälen unterteilte den Hof. Im Westflügel verliehen zwei Türme dem Gebäude einen festungsartigen Charakter.
Zunehmende Häftlingszahlen, das unübersichtliche, verwinkelte Gebäude und die Abschaffung der öffentlichen Sträflingsarbeit 1849 erforderten eine grundsätzliche Neuausrichtung und so wurde zwischen 1868 und 1878 die Anlage in Etappen erneut umgebaut. 1872 besuchten Fachleute vom Internationalen Gefängniskongress in London die Anstalt. Den Kern der für 300 bis 325 Inhaftierte ausgerichteten Anlage bildete nach wie vor das Kreuzganggeviert. Für die Frauen wurden im Südosten zwei neue Flügel gebaut. Als wichtigste Neuerung wurde im Eröffnungsjahr, am 11. November 1875, eine Gefängnisschule eröffnet. Die Umfassungsmauer mit einer Höhe von 5,4 Metern und einem Patrouillengang wurde 1867 fertig gestellt.
Platzmangel und die vom Gesetz geforderte Trennung der Gefangenen nach Strafkategorien führten zur Planung und Bau einer neuen Strafanstalt nach modernen Prinzipien, und so übersiedelten in der Nacht vom 8. auf den 9. Oktober 1901 die Gefangenen des Oetenbachs in Möbelwagen in die neue Strafanstalt Regensdorf (heute Justizvollzugsanstalt Pöschwies). Im gleichen Jahr ging das Klosterareal in den Besitz der Stadt über. 1902–1903 wurden die Gebäude (einzig das Waisenhaus blieb erhalten) zugunsten eines Verwaltungszentrums abgebrochen. 1904/1905 erfolgte am ehemaligen Hügel des Sihlbühl der Durchstich für die Uraniastrasse.
Im Sommer 1911 wurden die Waisenkinder in die beiden neuen Waisenhäuser auf dem Sonnenberg und dem Entlisberg umgesiedelt. Das ehemalige Waisenhaus wurde vor dem Ersten Weltkrieg zum Amtshaus I umgebaut, dem heutigen Sitz des Polizeidepartements der Stadt Zürich. Als Gustav Gull in den Jahren 1911 bis 1914 das ehemalige Waisenhaus in die Gesamtüberbauung «Urania» integrierte, baute er den ehemaligen Keller zum Eingangsgeschoss des Amtshauses I um. Im Auftrag von Emil Klöti, des damaligen Stadtrats und späteren Stadtpräsidenten im «Roten Zürich», stattete Augusto Giacometti in den Jahren 1923 bis 1925 das Eingangsfoyer der Polizeihauptwache mit Gewölbe- und Wandmalereien aus, die als ein Kunstwerk von nationaler Bedeutung gelten. Im Verlauf der Gesamtrenovation des Amtshauses I wurde die «Giacometti-Halle» zwischen 1985 und 2000 umfassend saniert.

## Gebäude

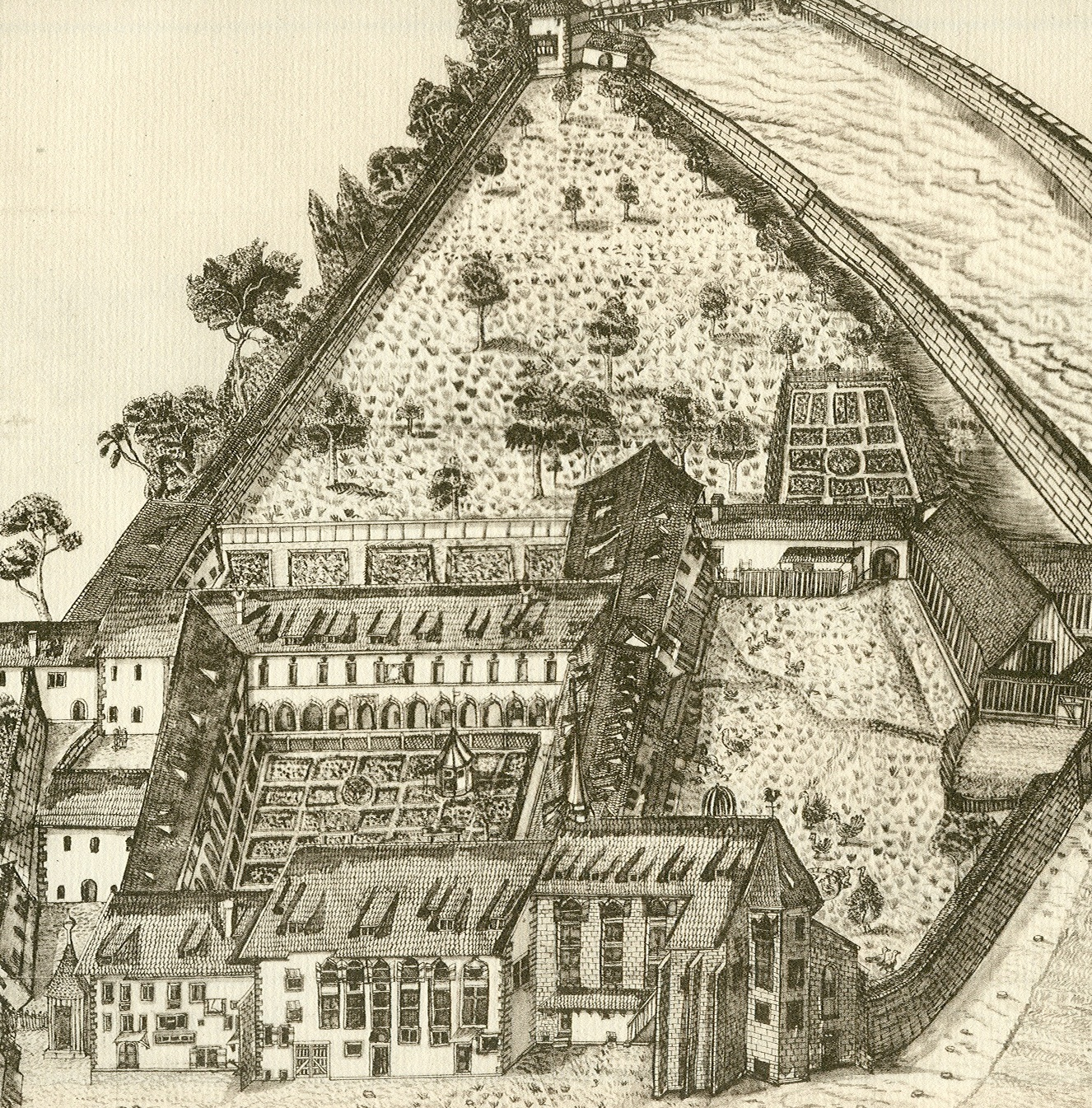
Kloster Oetenbach um 1700 auf einer Zeichnung von Gerold Escher

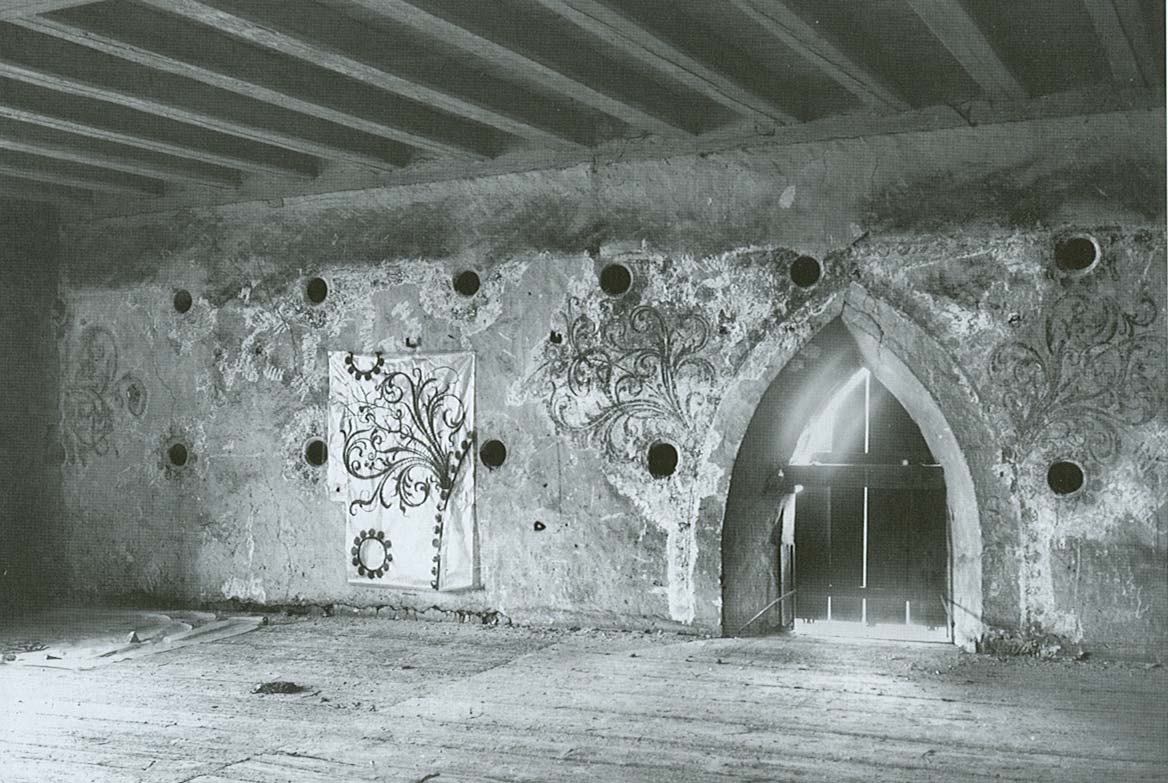
Chor mit der später eingezogenen Decke; Wandmalereien und Schalltöpfen

Die Klosteranlage wurde 1902/03 abgetragen. Der östliche Teil des Chors mit den beiden Kapellen fiel 1868–1878 dem Umbau zum Zuchthaus zum Opfer. Aufgrund von Beschreibungen, Zeichnungen und Plänen ist man über die Gebäude jedoch recht gut informiert.

### Kirche

#### Äusseres
Der schmale Chor war mit einer Länge von 43 Metern deutlich länger und höher als das einschiffige Langhaus (Laienkirche) mit seiner Länge von 39 Metern; beide waren flach gedeckt. Die ursprünglich verputzten Mauern bestanden aus Sandsteinen, die Fenster waren mit Sandsteinquadern eingefasst. Das Äussere der Kirche war, von den Fensteröffnungen abgesehen, ungegliedert und schmucklos. An der Südseite des Langhauses lagen vier oder fünf Spitzbogenfenster, die Nordseite ist nicht bekannt. An den Langseiten des Chors lagen im Süden fünf, im Norden vier Spitzbogenfenster.
Den mit einem vergüldeten Creüz geschmückten Dachreiter soll Abt Müller vom Kloster Wettingen kurz vor der Reformation gestiftet haben. 1698 erhielt er eine Glockenuhr und eine Haube, die uff dem tach stehet. 1710 wurde der Dachreiter erhöht, mit einer kupfernen Fahne anstelle des Kreuzes versehen und mit einer am Neujahrstag 1710 eingeweihten Glocke ausgestattet.

#### Inneres
Der zum Klausurbereich gehörende Schwesternchor und die Laienkirche waren durch eine drei Meter hohe Mauer mit einem Durchgang in der Mitte voneinander abgetrennt, darüber spannte sich ein 9,35 Meter breiter Bogen. Davor standen in der Laienkirche drei Altäre. Langhaus und Chor waren mit einer flachen Holzdecke bedeckt. In die ungegliederte Wand waren mehrere Nischen eingelassen. In den Chor gelangten die Klosterfrauen durch den im Norden angrenzenden Raum, vermutlich die Sakristei.
Der erhöht stehende Hochaltar stand im Osten des Chors, geweiht war er Maria, Felix und Regula und anderen Heiligen. Gerold Edlibach erwähnte um 1485/86 sieben Altäre, vier davon sind nachgewiesen. Das spätgotische Chorgestühl aus dem Ende des 15. Jahrhunderts, ein hübsch eichin gestuol, das 600 Gulden gekostet hatte, stand an den beiden Längsseiten und war dem Lesepult in der Mitte zugewandt. Nach der Reformation wurde es 1527 zusammen mit anderen Gestühlen aus anderen Klöstern in die Kirche St. Peter gebracht.
Beim Abbruch der Kirche kamen in zwei Schichten Malereien aus dem 14. und frühen 16. Jahrhundert zum Vorschein, die in Abbildungen und Fotografien dokumentiert sind.

### Kapellen
Nördlich und südlich des Chors lagen zwei Kapellen. Die ältere südliche ist jedoch nicht identisch mit der im Stiftungsbuch erwähnten Liebfrauenkapelle am Sihlbühl; vermutlich wurde sie gleichzeitig mit dem Chor erbaut. Urkundlich genannt wird sie 1333 anlässlich einer Stiftung zum Unterhalt eines ewigen Lichtes durch Graf Kraft von Toggenburg, Propst von Zürich: die cappel unserer frowen, du an den kor des klosters stozet.
Die nördliche neuere Kapelle wurde 1347 als «Graf Wernher sel. von Homberg Kapellen» erstmals erwähnt. Werner von Homberg hatte vor seinem Tod im Jahr 1320 eine Stiftung von 290 Mark ausgerichtet. Da seine Schwester Cäcilia von Homberg seit 1317 als Priorin amtete, ist anzunehmen, dass sie aus der Stiftung diese Kapelle bauen liess. Ab 1522 wurde sie wohl ihres reichen malerischen Schmuckes wegen als «güldene Kapelle» bezeichnet. Die zweijochige gewölbte Kapelle war von der Westseite her zugänglich und wohl auch mit dem Chor verbunden.

### Friedhof
Die Lage des Friedhofs, in dem auch die beim Umzug in die Stadt mitgeführten Gebeine der verstorbenen Nonnen beerdigt wurden, ist nicht bekannt. 1878 kamen bei Bauarbeiten im Bereich Rennweg/Oberer Mühlesteg Gräber zum Vorschein, die möglicherweise aus dem Klosterfriedhof stammten. Aus zahlreichen Jahresstiftungen geht hervor, dass Oetenbach als Grabstätte auch bei Laien beliebt war.

### Klostergebäude

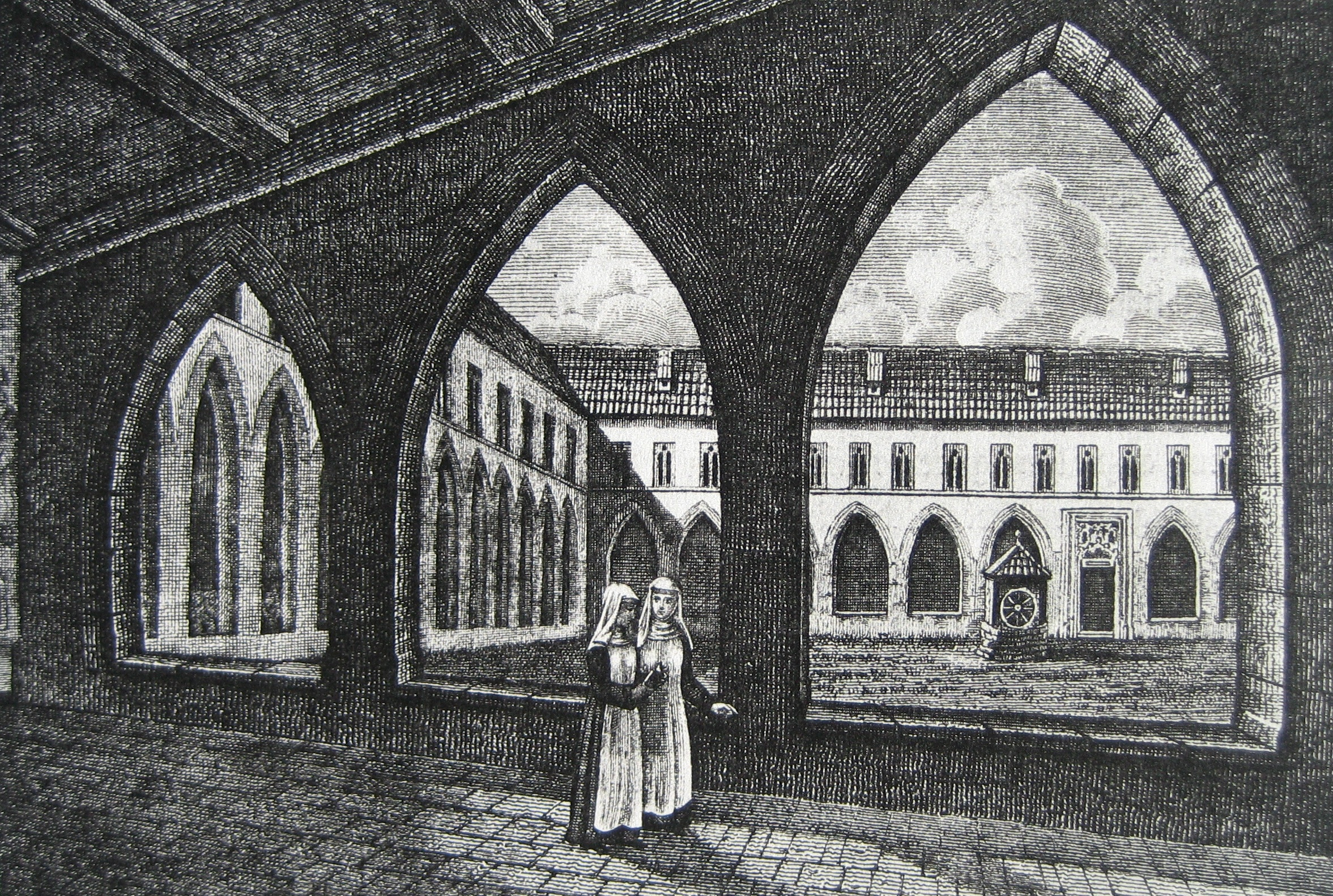
Nonnen im Kreuzgang

Über die Ausmasse und Gestalt der Klostergebäude um den Kreuzgang vor dem Umbau im späten 15. Jahrhundert ist nichts bekannt, den Zustand danach geben Abbildungen auf dem Murerplan (1576) und andere Abbildungen wieder. Bis zum Umbau zum Zuchthaus 1772–1774 blieb die Anlage unverändert, einzelne Teile sogar bis zum Abbruch 1902.

#### Kreuzgang
Mit einer Seitenlänge von 45 Metern gehörte der Kreuzgang im Oetenbach zu den grössten mittelalterlichen Kreuzgängen auf Schweizer Gebiet. Zwölf breite Spitzbogenfenster auf niedriger Brüstung trennten ihn vom Kreuzgarten. Die Bauweise (Bögen, Fenster) deutet auf eine gleichzeitige Erbauung wie die Kirche im 14. Jahrhundert hin.
1470–1495 wurde der Kreuzgang neu gebaut und drei Tore zum Kreuzgarten eingebaut. Der Gang war mit einer flachen Holzdecke gedeckt und mit geschnitzten und bemalten Wappen von Städten und Familien geschmückt. Der Ostflügel hat sich bis zum Abbruch des Klosters erhalten, die anderen Flügel wurden beim Umbau 1830 – 1834 abgerissen.

#### Räume um den Kreuzgang

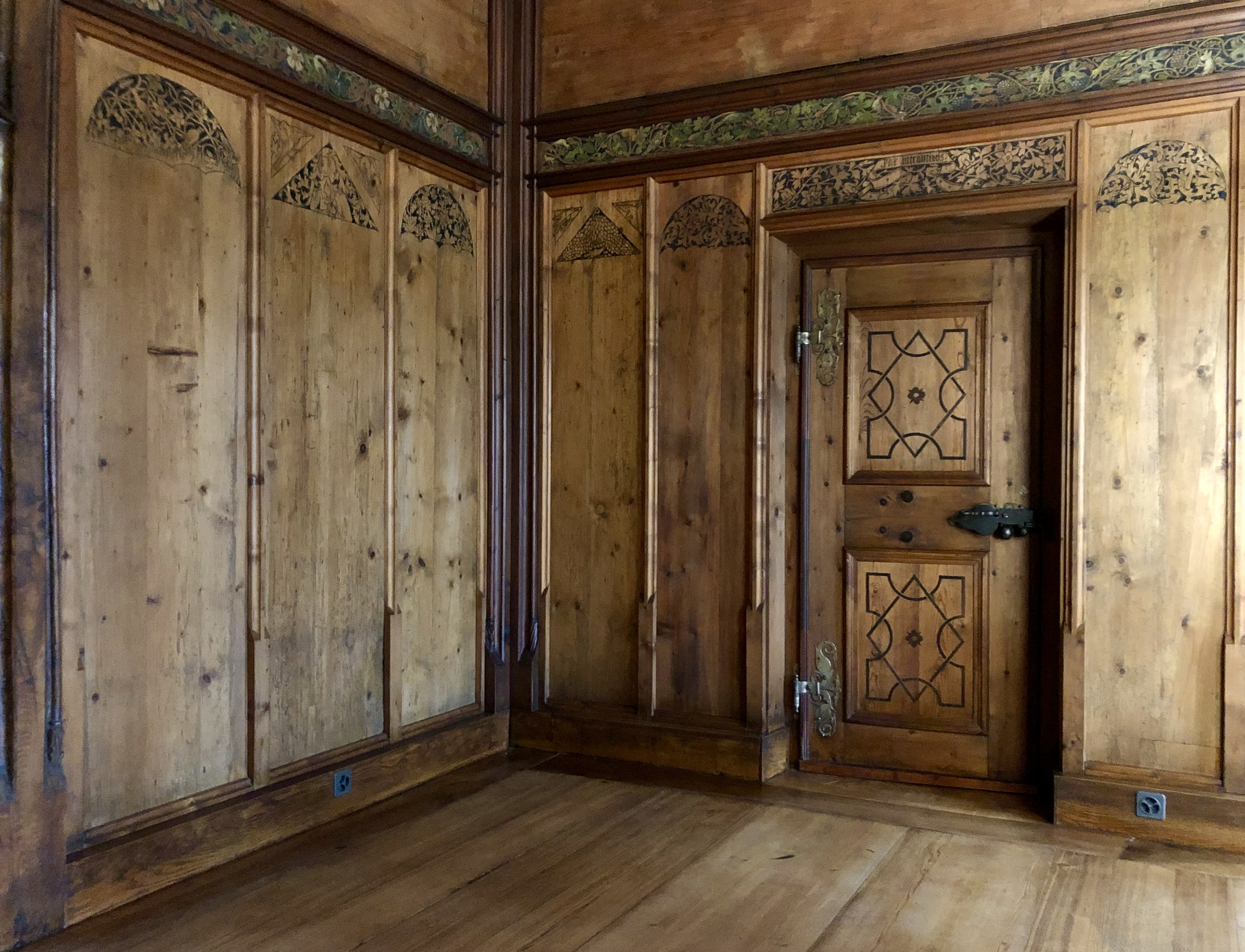
Getäfer von 1521

Von den Räumen in den drei um den Kreuzgarten liegenden zweigeschossigen Gebäudeflügeln ist im Erdgeschoss des Ostflügels ein Kapitelsaal identifiziert worden, die übrigen Räume lassen sich nicht einwandfrei bestimmen. Zwischen Kapitelsaal und Kirche lag wohl eine Sakristei, von der aus eine Tür in den Chor führte. Im Nordflügel lag im Osten ein langer Raum, der noch im 18. Jahrhundert als «Conventsstube» bezeichnet wurde und als Refektorium gedient haben dürfte.
Die Lage des allgemeinen Dormitoriums bzw. der späteren Einzelzellen ist nur noch ungefähr zu bestimmen. Wo zuvor die Nonnen jr nachtlager gehept, wurden 1637 die Kammern des ersten Waisenhauses eingerichtet. Im Ostflügel sollen im Jahr 1554 einzelne Zellen für eine Kornschütte abgebrochen worden sein. Im äussersten Ende blieben bis zum Abbruch zwei vollständig getäferte Zellen erhalten; hier lag vermutlich die Wohnung der Priorin. Das Getäfer von 1521 wurde 1894 im Schweizerischen Landesmuseum im Raum 25 eingebaut.

#### Oetenbachturm
1292 wurden den Klosterfrauen drei Vorschläge für einen Gemeinschaftsabtritt unterbreitet. Die Nonnen wählten die aufwändigste Variante: einen niedrigen Turm mit Giebeldach, der auf Stützmauern teils an, teils auf der Mauer sass. Mit dem Klostergebäude war er wohl mit einer Holzbrücke verbunden. Um ein Geschoss erhöht und über das Wasser gebaut, wie auf dem Murerplan von 1576 ersichtlich, wurde er erst 1545. Mit dem ehemaligen Klostergebäude verbunden war er durch eine dreistöckige gedeckte Brücke. Beim Bau des neuen Zuchthauses wurde der Turm 1772 um 20 Schuh gekürzt, damit es mehr luft und heiterj gegen dem neüen Zuchthaus gebe. Später wurde er als Schopf (Abstellraum) genutzt und 1813 abgebrochen.

#### Weitere Gebäude

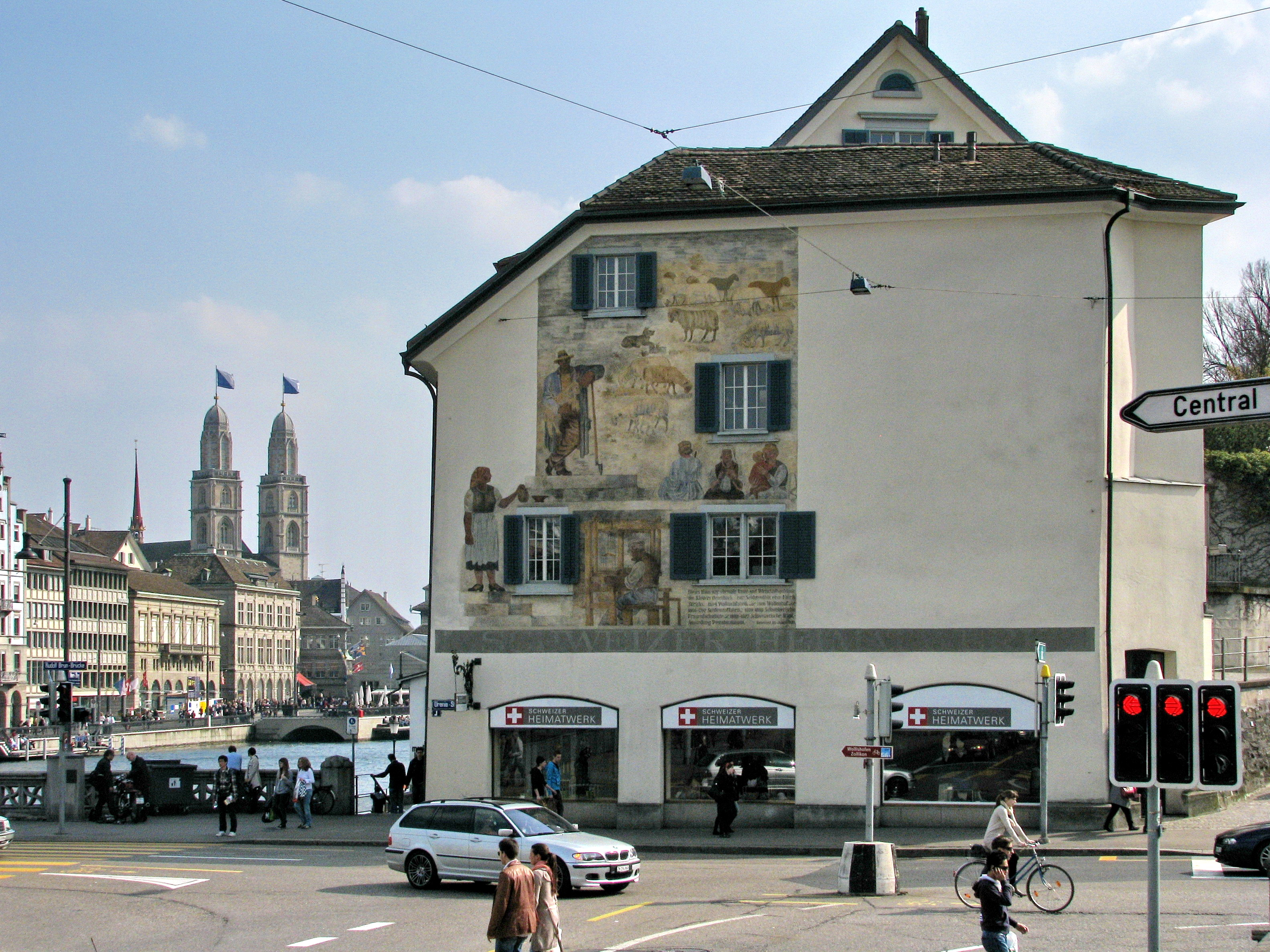
Schweizer Heimatwerk, ehemalige Trotte und Ökonomiegebäude

Zu den Verwaltungs- und Ökonomiegebäuden gehörten nahe der Pforte ein Klosteramtshaus, nördlich davon ein Knechtehaus, Bäckereien, ein Kornhaus mit Dörranlage für Getreide sowie eine Trotte.
Ausserhalb des Klostergevierts gehörte zum Kloster ein Pumpwerk, das 1505 vom Rat der Stadt Zürich bewilligt worden war. Das Wasser gelangte über ein Wasserrad in der Limmat durch eine Druckleitung in den Brunnen des Baumgartens nördlich des Klosters, im Dreieck zwischen Limmat und Sihl, 1576 dargestellt von Jos Murer. Der Brunnen wurde 1598 zusammen mit dem Klostergebäude an die Albisriederleitung angeschlossen und 1601 abgebrochen. Die niedere Werdmühle am Sihlkanal wurde 1444 im alten Zürichkrieg zerstört.

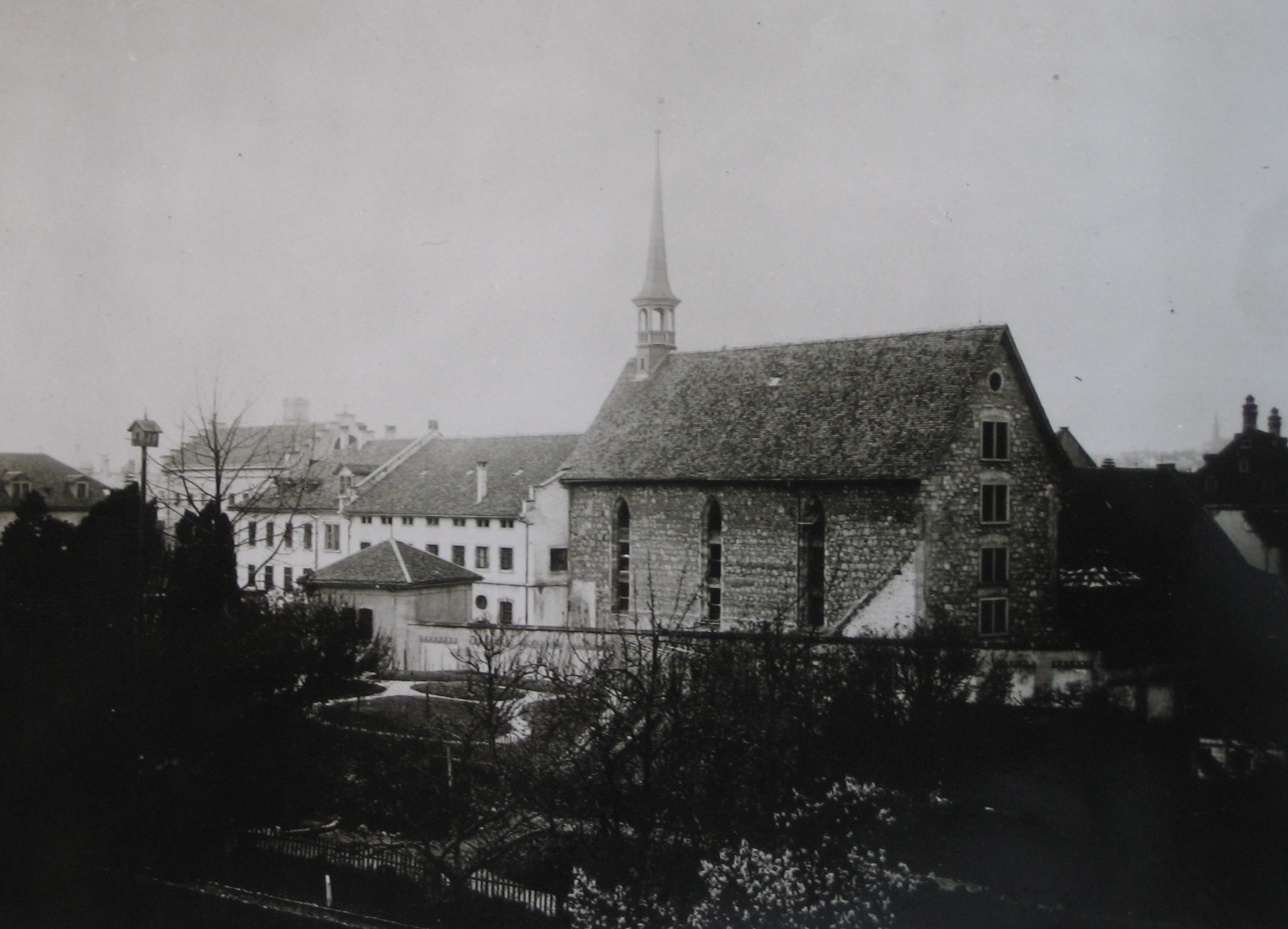
Oetenbach 1892, Ansicht von Süden
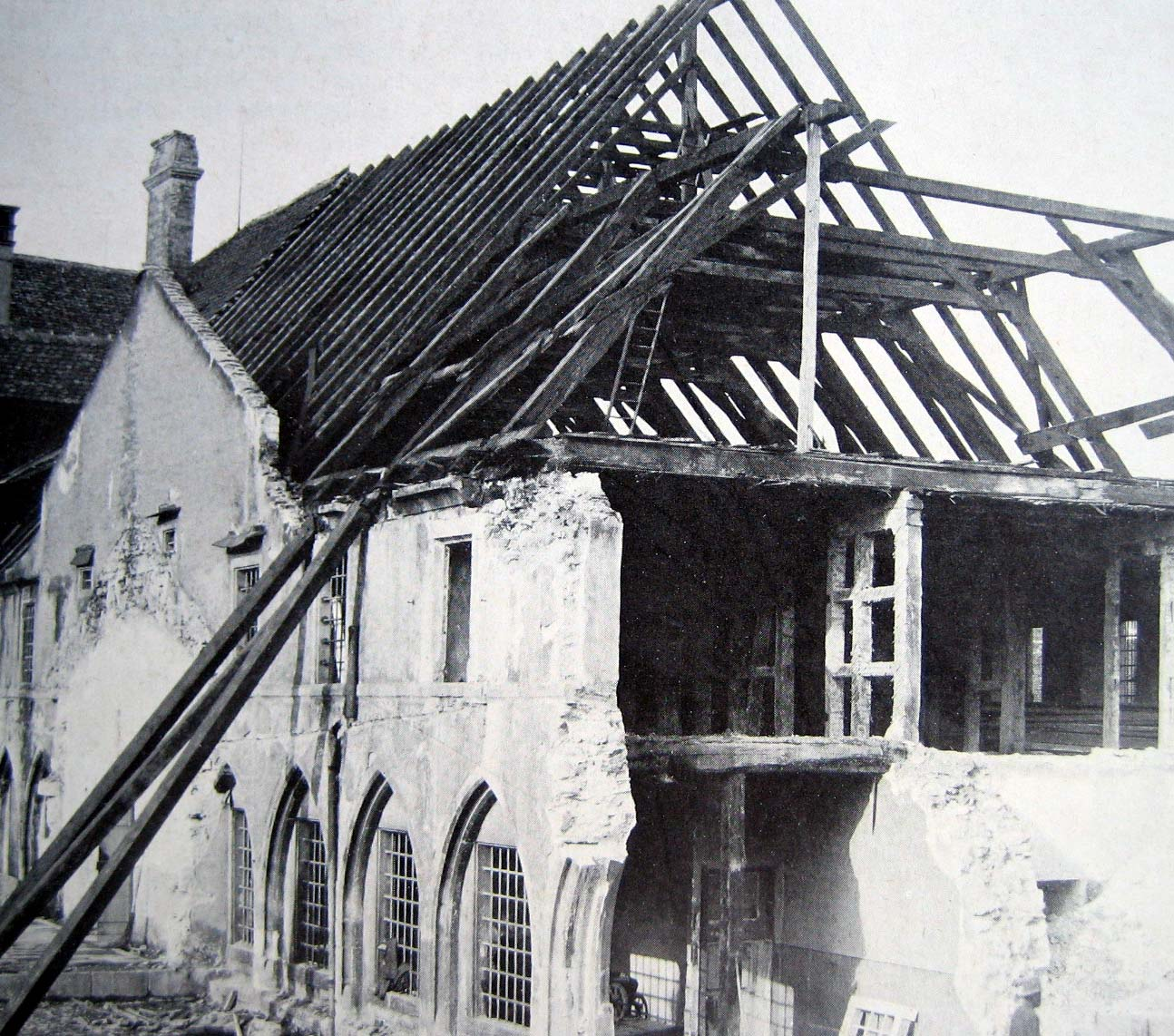
Der Kreuzgang wird abgebrochen
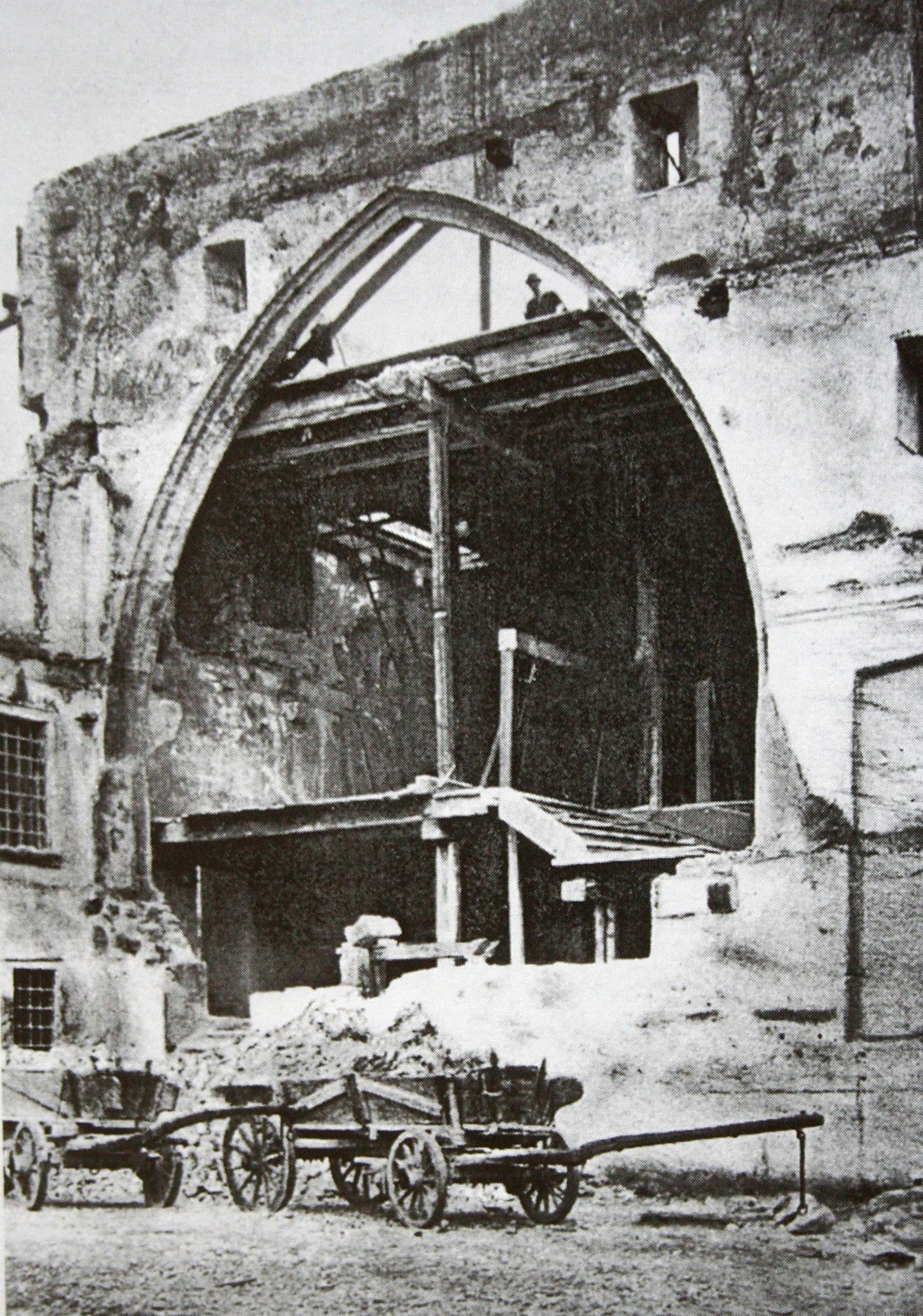
Abbruch: Trennwand zwischen Chor und Laienkirche
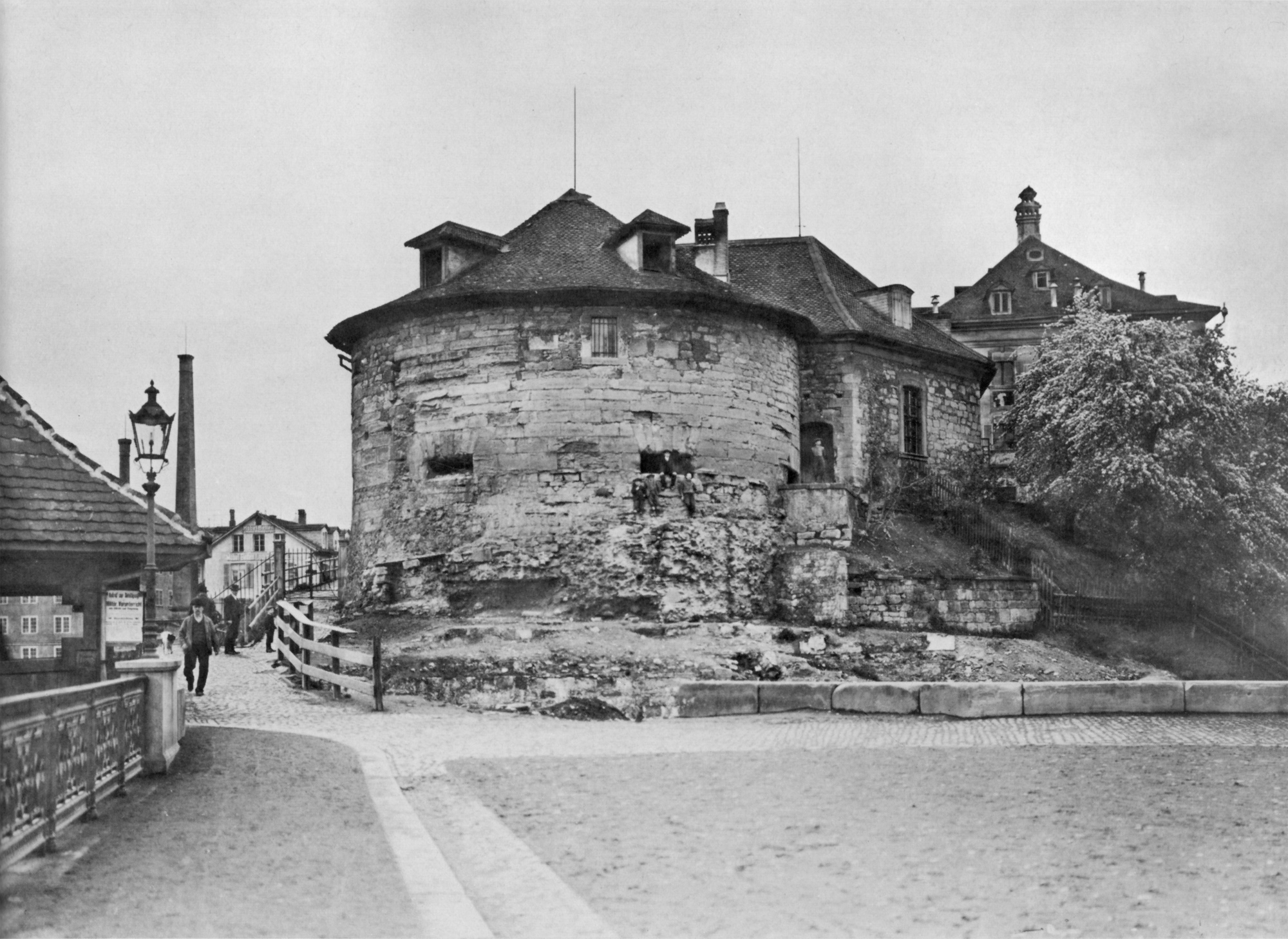
Oetenbachbollwerk um 1900, links das gedeckte Brüggli
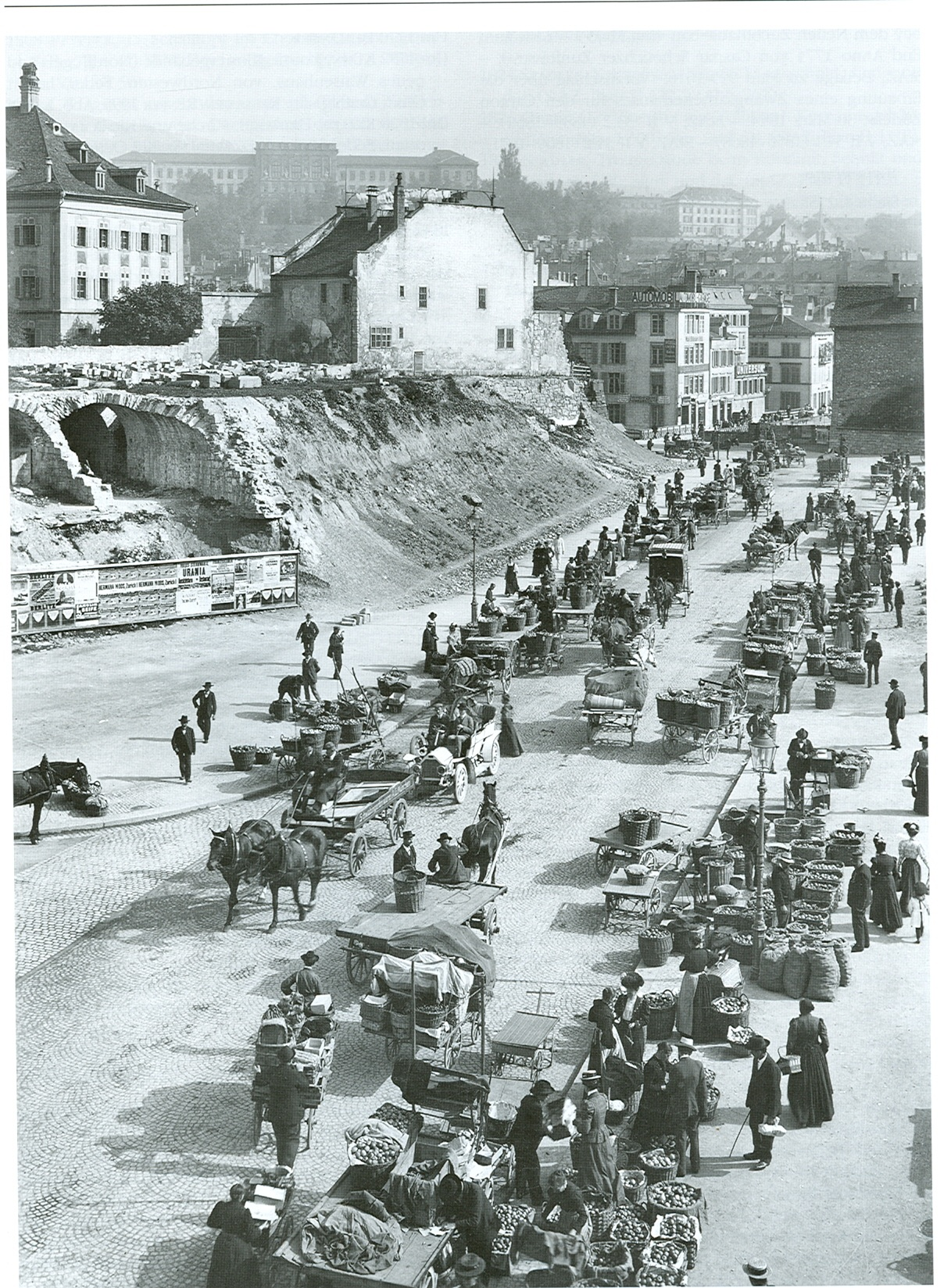
Die neu erstellte Uraniastrasse 1905
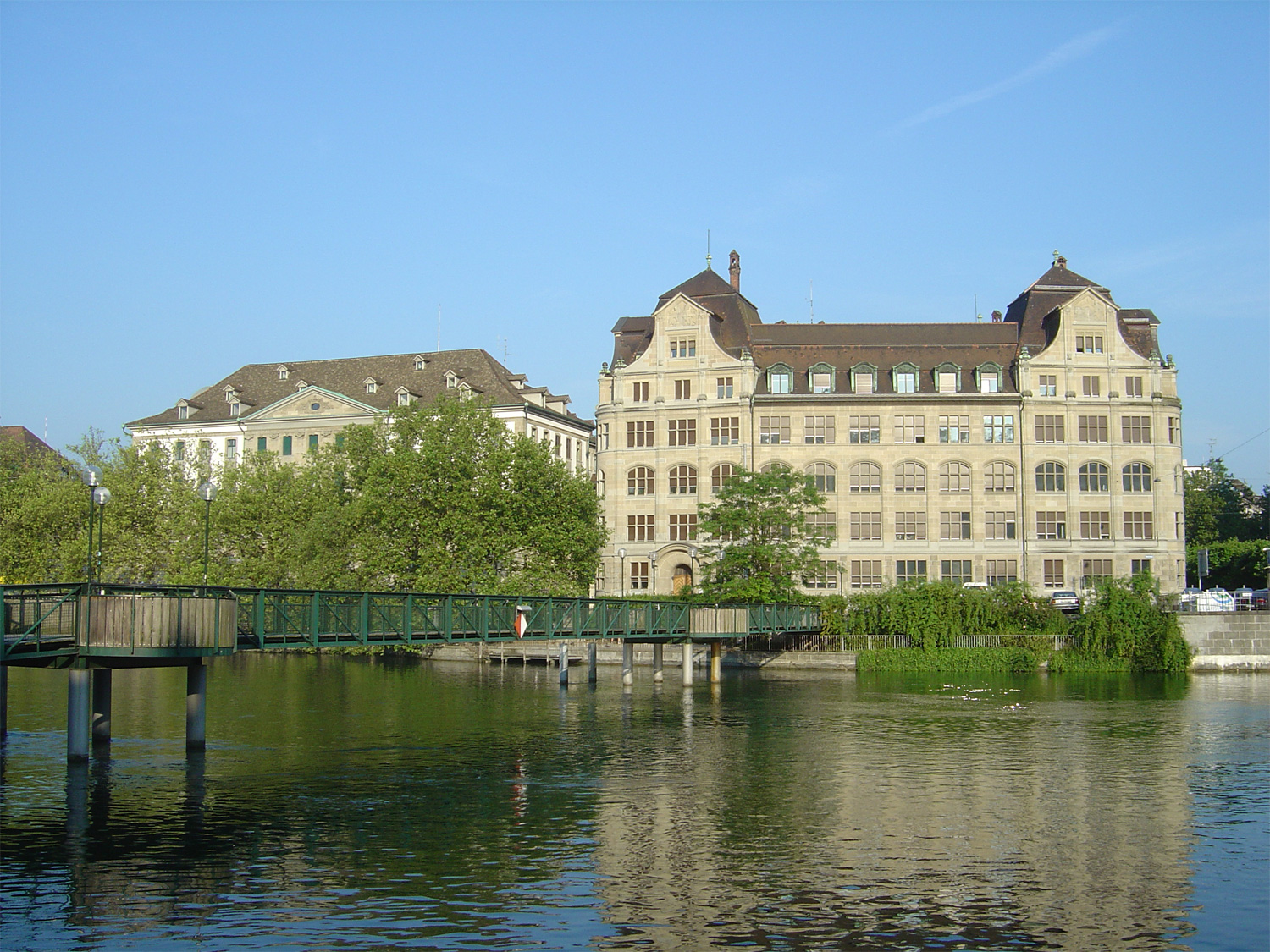
Amtshaus I (links) und II (2006)
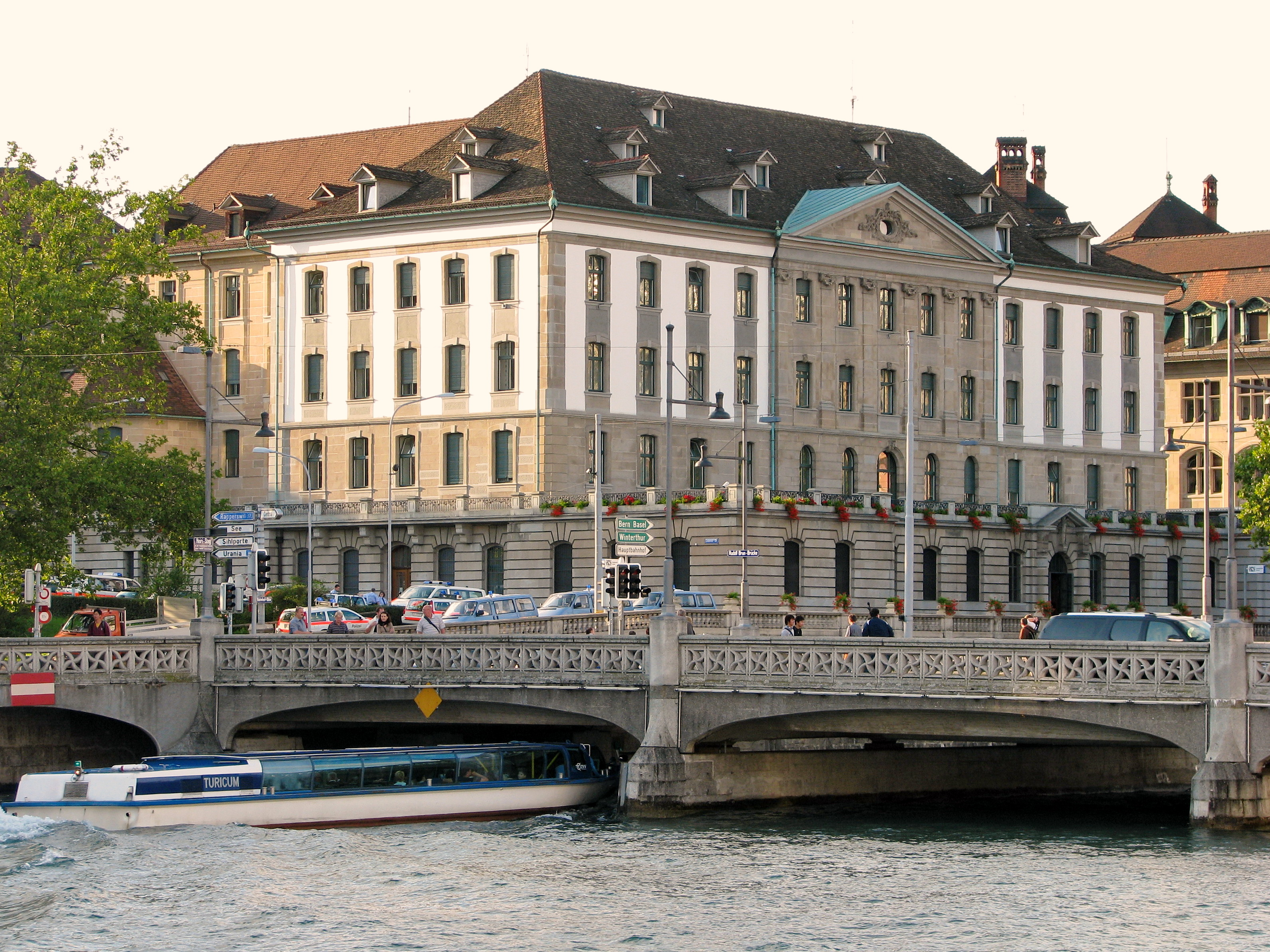
Amtshaus I (2008)

### Kloster und Klosterbauten
- Regine Abegg, Christine Barraud Wiener: Die Kunstdenkmäler des Kantons Zürich. Neue Ausgabe Band II.I, Bern 2002.
- Christine Barraud Wiener, Peter Jezler: Die Kunstdenkmäler des Kantons Zürich. Neue Ausgabe Band I, Bern 1999.
- Markus Erb: Das Waisenhaus der Stadt Zürich von der Reformation bis zur Regeneration. Dissertation. ADAG Administration & Druck, Zürich 1987.
- aus dem Regimentsbuch von Gerold Escher: Bilder aus dem alten Zürich. Öffentliche Gebäude und Zunfthäuser um 1700. Hans Rohr, Zürich 1954.
- Jürg Fierz (Hrsg.): Zürich. Wer kennt sich da noch aus? Orell Füssli, Zürich 1972.
- Thomas Germann: Zürich im Zeitraffer. Band II. Werd, Zürich 2002.
- Annemarie Halter: Geschichte des Dominikanerinnen-Klosters Oetenbach. Keller, Winterthur 1956.
- Sabine von Heusinger: Die Geschichte des Frauenklosters Oetenbach. In: Bettelorden, Bruderschaften und Beginen in Zürich: Stadtkultur und Seelenheil im Mittelalter. Hrsg. von Barbara Helbling u. a. Neue Zürcher Zeitung, Zürich 2002, ISBN 3-85823-970-4, S. 158–165.
- Dieter Nivergeld und Pietro Maggi: Die Giacomettihalle im Amtshaus I in Zürich (= Schweizerische Kunstführer GSK. Band 682/683). Bern 2000, ISBN 3-85782-682-7.
- Martina Wehrli-Johns: Oetenbach. In: Historisches Lexikon der Schweiz.
- Sigmund Widmer: Zürich – eine Kulturgeschichte. Band 3. Artemis, Zürich 1976.
- Heinrich Zeller-Werdmüller, Jakob Bächtold (Hrsg.): Die Stiftung des Klosters Oetenbach und das Leben der seligen Schwestern daselbst. Aus der Nürnberger Handschaft herausgegeben. In: Zürcher Taschenbuch. Band 12, 1889, S. 213–276 (Digitalisat).

### Literarische Werke
- Wikisource: Schwesternbücher: Ötenbacher Schwesternbuch.
- Peter Dinzelbacher: Ötenbacher Schwesternbuch. In: ²VL Bd. 7 (1989), Sp. 170–172.
- Hans Neumann: Elsbeth von Oye. In: ²VL (1980) Sp. 511–514, mit Ergänzung Bd. 11 (2004), Sp. 405.
- Wolfram Schneider-Lastin: Ötenbacher Schwesternbuch, Fortsetzung. In: ²VL Bd. 11 (2004), Sp. 1113–1115.
- Wolfram Schneider-Lastin: Von der Begine zur Chorschwester. Die Vita der Adelheit von Freiburg aus dem «Ötenbacher Schwesternbuch». Textkritische Edition mit Kommentar. In: Deutsche Mystik im abendländischen Zusammenhang. Neu erschlossene Texte, neue methodische Ansätze, neue theoretische Konzepte. Hrsg. von Walter Haug und Wolfram Schneider-Lastin, Tübingen 2000, S. 515–561.
- Wolfram Schneider-Lastin: Leben und Offenbarungen der Elsbeth von Oye. Textkritische Edition der Vita aus dem «Ötenbacher Schwesternbuch». In: Barbara Fleith und René Wetzel (Hrsg.): Kulturtopographie des deutschsprachigen Südwestens im späteren Mittelalter. Studien und Texte (= Kulturtopographie des alemannischen Raums. Band 1). Tübingen 2009, S. 395–467.
- Uwe Weigand: ELSBETH von Oye. In: Biographisch-Bibliographisches Kirchenlexikon (BBKL). Band 21, Bautz, Nordhausen 2003, ISBN 3-88309-110-3, Sp. 358–364 (Artikel/Artikelanfang im Internet-Archive). (mit ausführlicher Bibliographie).